# いすゞ・スーパークルーザー
いすゞ・スーパークルーザーは、1986〜1996年にいすゞ自動車が製造・販売していた大型観光バス。
ボデーは当時アイ・ケイ・コーチ（旧・川重車体工業）が標準で架装、他に富士重工業(FHI)製と西日本車体工業(NSK)製があったが、本稿では標準ボディーであるアイ・ケイ・コーチ(IKC)製を主軸に述べる。
なお、ここではスーパークルーザー以前の1950〜1980年代前半モデルについても記述する。

## 1960年以前のいすゞ観光バス

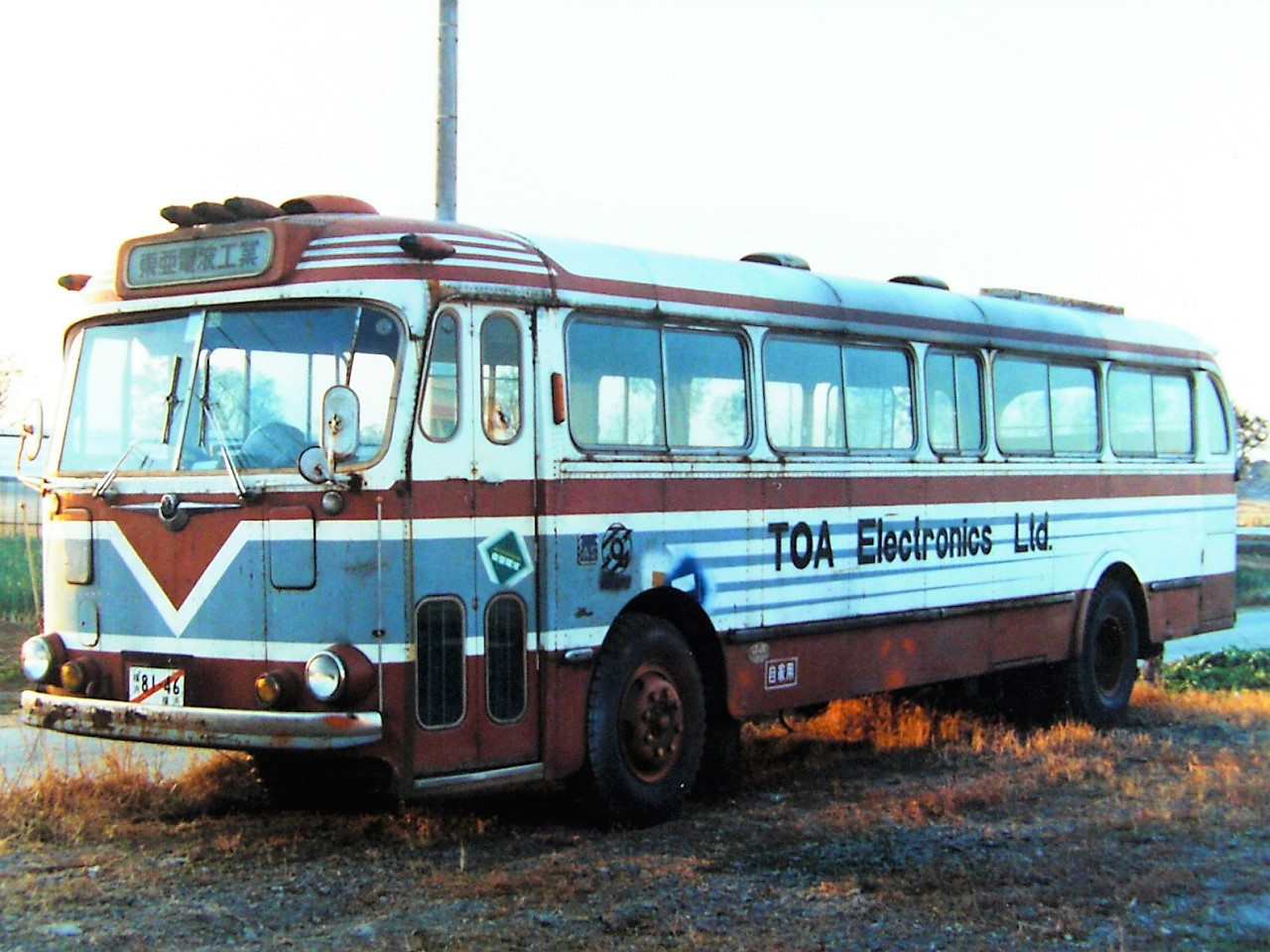
BC151P(富士重工車体) 1962年式 自家用

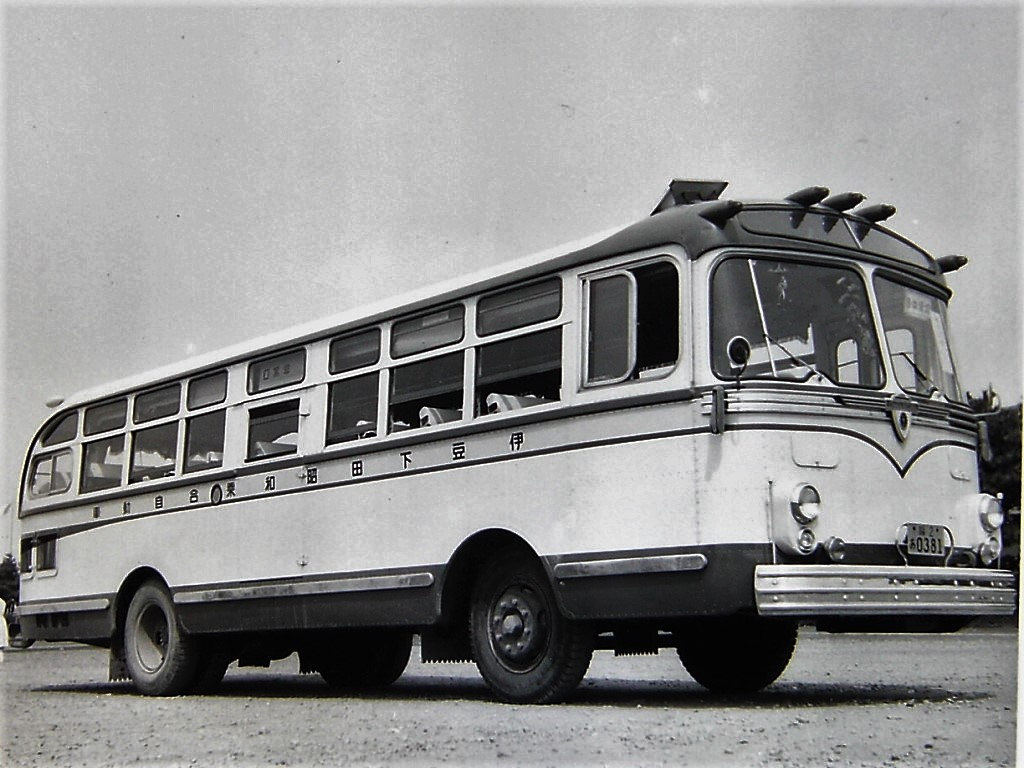
BA341P(川崎航空機車体) 年式不明 伊豆下田昭和乗合自動車

### BX系
BX95等の長尺シャシをベースにスペシャルボデーを架装した観光バスが1950年代に流行する

### BA/BC系
- 1950年（昭和25年） BC10/11/12 6.8 L 90゜V8 DA80型ディーゼルエンジンをリアに横置きした意欲作。全長10.0 m、軸距5.3 m、全幅2.5 m、全高2.85 m。
- 1955年（昭和30年） BC20/151 DA80型を9.3 L L6 DH10型に変更。後にDH100型となり、ターボチャージャーも追加される。全長10.3 m、軸距5.35 m。
- 1957年（昭和32年） BA341P エアサスペンションを装備したコンベンショナルな縦置きリアエンジンバス。末尾のPはエアサスを示す。

以降観光車にはエアサスが普及し始める。
なお、この頃から既に左ラジエーター、右排気管配置であり、このいすゞ大型リアエンジンバスの特徴は、排出ガス識別記号KL代まで一貫して続く。

## 1960〜1970年代前半までのいすゞ観光/高速バス

### BU/BH系
- 1959年 BH162
  - BC151をベースに横置きエンジンからコンベンショナルな縦置きDH100型ターボを搭載したセミハイデッカー。全長11.43m(ホイールベース 5.6m)、全幅2.49、全高3.35m、230ps
- 1963年 BU30P
  - リヤエンジンを水平に搭載し（ホリゾンタルエンジン）、後部床面をフラットにした（ひな壇を廃した）BU型をベースにエアサスとした高速路線バス。エンジンはDH100H型にターボを追加した出力230ps。渦電流式リターダも装備。全長11.3m（ホイールベース5.6m）、全幅2.49、全高3.14m。
  - 川崎航空機製丸型アルミ車体、通称「オバQ」ボディを架装した（初代「オバQ」バス）。

この時代の路線系についてはいすゞ・BUを参照。
- 1965年 BU15P/BU20P
  - 川崎丸型「オバQ」ボディをスチール製にしてDH100H型(190ps)を搭載した観光バス。
  - BU15はホイールベース 5.2m、BU20はホイールベース5.5m。
- 1969年 BH50P/BH20P
  - BH50Pは、国鉄バス東名高速線用に製作された全長12m（ホイールベース 6.4m）モデル。運転機器配置を全メーカーで統一した国鉄専用型式のひとつである。川崎丸型「オバQ」ボディに330psを発揮する4バルブハイポジションカムシャフト（カムシャフト位置をシリンダーヘッド近くまで上げ、プッシュロッドを短くした）OHVのV170型V8エンジンを搭載した。ブレーキは総輪ディスクブレーキを採用[注 1]。試作段階では前輪独立懸架が計画されたが実現することはなかった。しかし他社(340〜350ps)より控えめな出力だったこと、ブレーキパッドの磨耗も激しいことなどから本格的な導入には至らず、1969年に2台が納入されただけにとどまる。詳細は国鉄専用型式を参照。
  - BH20Pは、全長11m（ホイールベース5.65m）、エンジンはV170型300psを搭載、総輪ドラムブレーキの普及版BH。

## 73SC・ハイデッカーI・II・III・IV・V

### BU/BH系
- 1973年

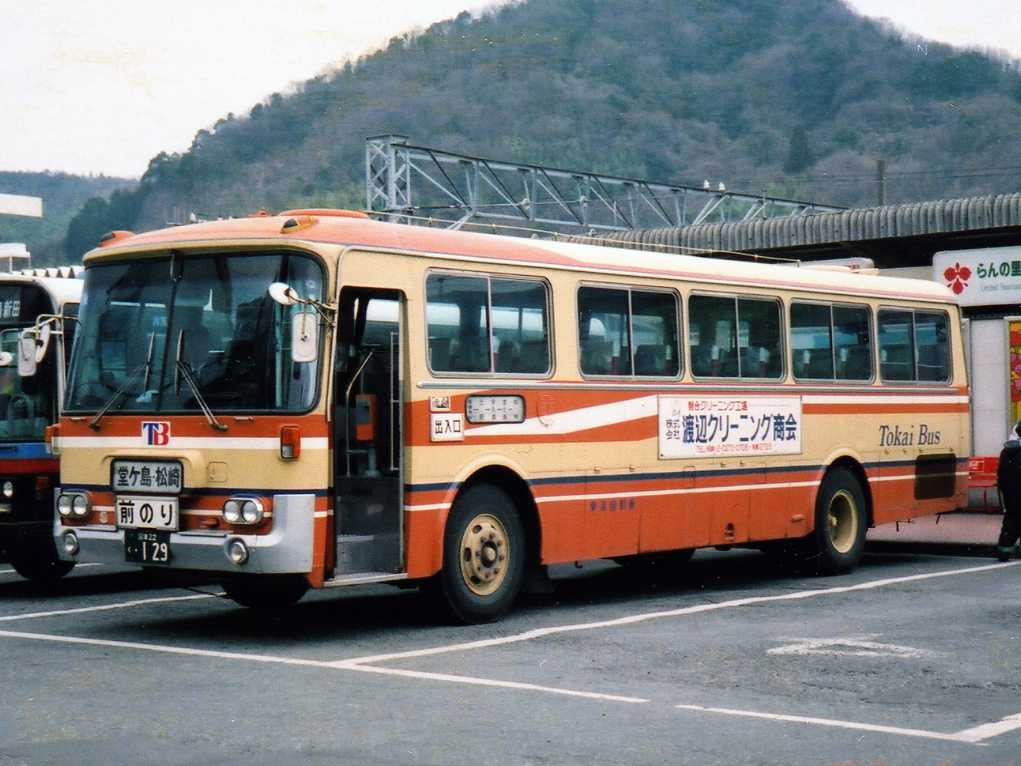
73SC　東海自動車 BU20K

  - 川重が丸型ボディから73SC型ボディにフルモデルチェンジすると同時に、V170型を直噴にした8MA1型(315ps)を載せ、BH21Pとなる。

翌1974年、川崎重工業から自動車事業部が分社化され、川重車体工業株式会社が発足、以降いすゞ製シャシ向け以外の架装を行わなくなる。また、このモデルは韓国のセハン自動車(現・大宇バス)でもライセンス生産されていた。

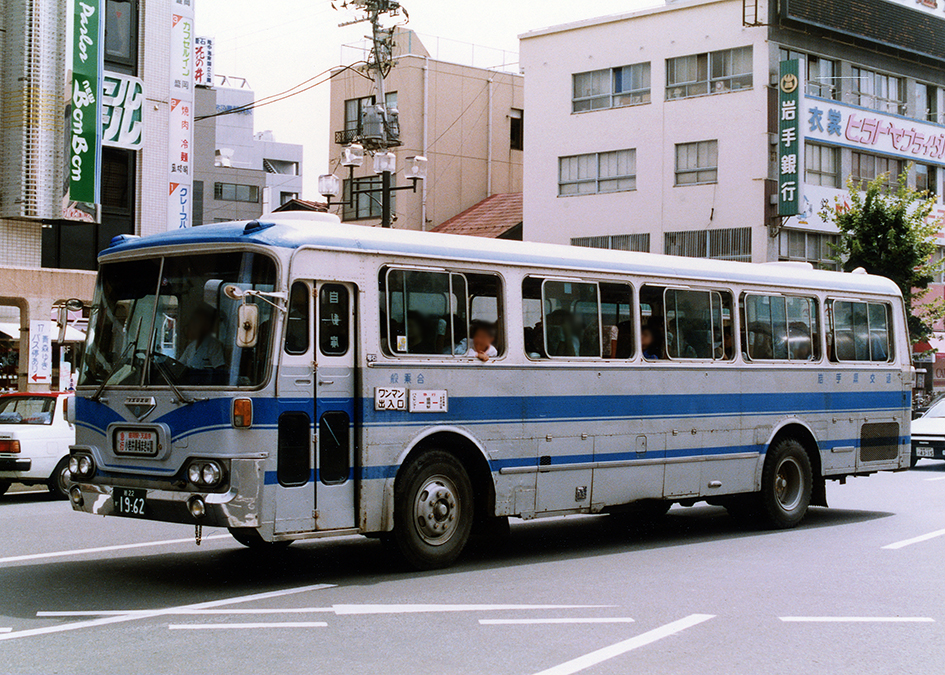
73SC BU20KP 岩手県交通
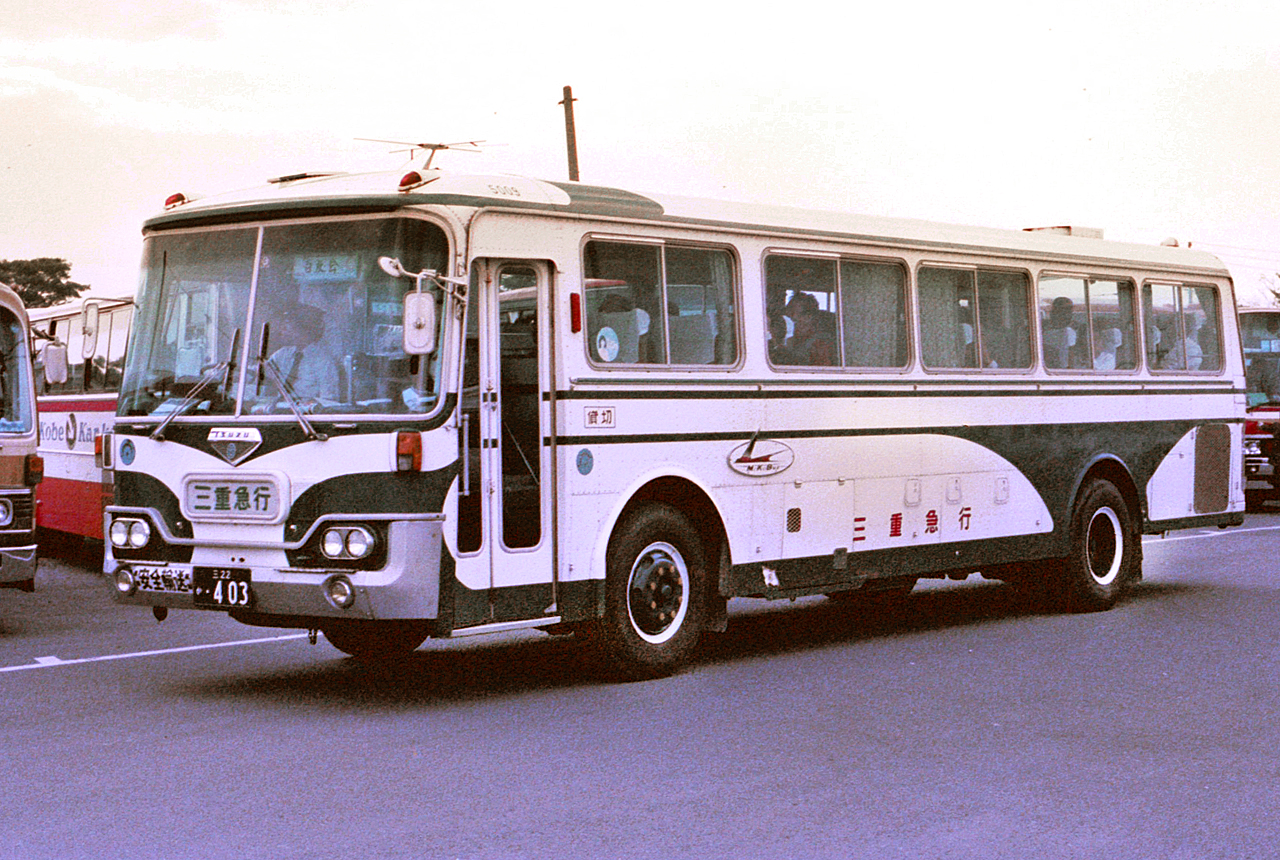
73SC BH21P 三重急行自動車
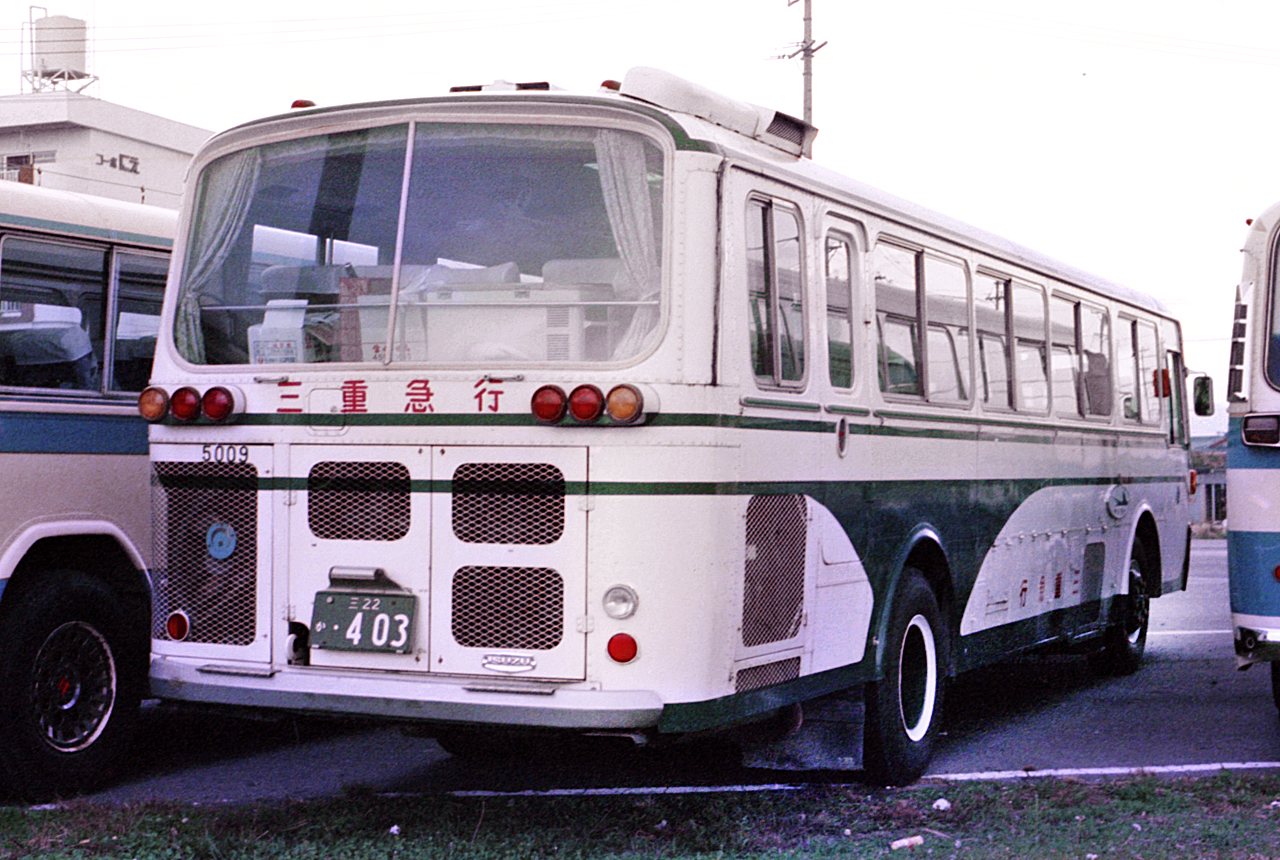
73SC BH21P 三重急行自動車

### C*A系
（この時代の路線系についてはいすゞ・C系を参照）
- 1975年 CRA580/650
  - いすゞは新世代のV型エンジン、ニューパワー10PA1型を開発し、大型トラック・バスに搭載した。この際、車両型式の表記ルールが変更され、Cはリアエンジンバス、Rは10PA1型エンジン(295ps)、Aはエアサスペンション、3桁数値はホイールベース（cm）を意味することとなった。
- 1976年
  - ハイデッカーI型(通称H1)登場。全高は3.3m。架装は川崎車体。外観的には標準床車を段上げしたセミデッカー的なスタイルになっており、天井の前端がスラント窓となっている。
- 1977年
  - ハイデッカーシリーズの第2弾として ハイデッカーII型(通称H2)登場。全高はこちらも3.3m。前窓上を拡大したフラット屋根となった。
- 1979年 K-CSA580/650
  - 昭和54年自動車排出ガス規制に適合し、K-C*A系となる（K-が54年規制適合記号）。搭載エンジンに10PB1型(320ps)が追加され、車両型式もCSAとなる。新規V10エンジンの搭載をアピールし、大型トラックのニューパワー同様にCSAには「V10SS」、CRA・10PA搭載型には「V10S」のエンブレムが付く。
- 1980年
  - ハイデッカーシリーズ第3弾としてハイデッカーIII(通称H3)がいすゞとの共同開発で登場。リベットレスボディ（基本構造はモノコックのまま）を採用し、ヘッドライトは横並びの角形4灯式で、フロントガラスが上下の2枚ガラスとなり、側面は大型のカーブドガラスが採用されている。後面窓も大型の曲面ガラスになっている。
  - 同時にハイデッカーシリーズ第4弾のハイデッカーIV型（通称H4）ボディ登場。縦並びの角形4灯式ライトが特徴で[注 2]、全高は3.4mとなり側窓上にカーブが付くデザインとなる。こちらもいすゞと共同開発したリベットレスボディである。同時にハイデッカーIとIIもリベットレスボディにあらためられる。
- 1981年
  - ハイデッカーシリーズ第5弾として、IV型をベースに、側窓上をフラットにした廉価版のハイデッカーV型ボディ（H5:横型4灯式ライト）が追加される。
- 1983年
  - ハイデッカーI型、ハイデッカーII型のフロントパネルを変更。ハイデッカーIII型に近い形状となる。

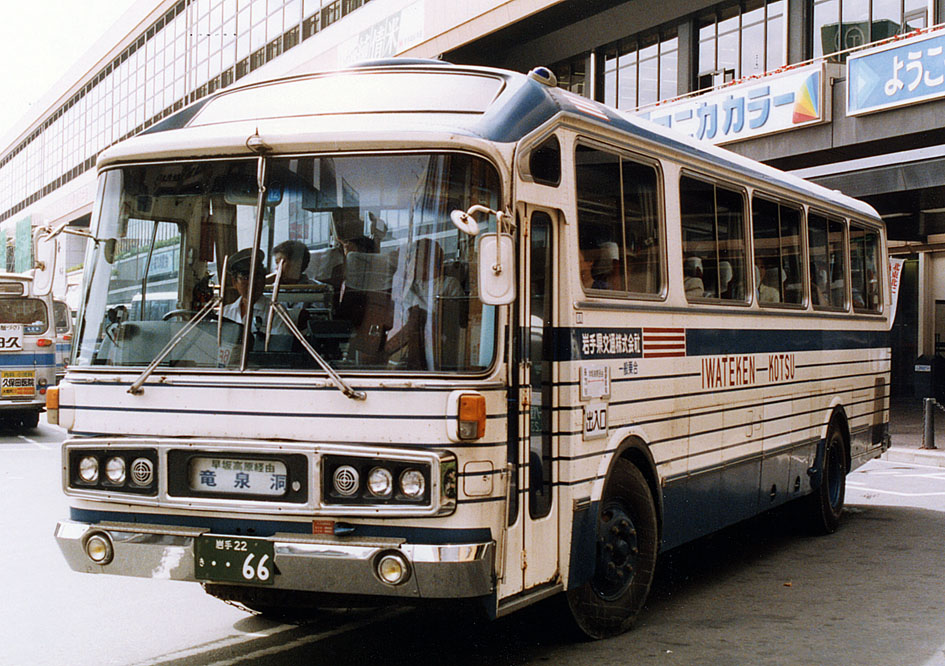
ハイデッカーI CRA580 岩手県交通
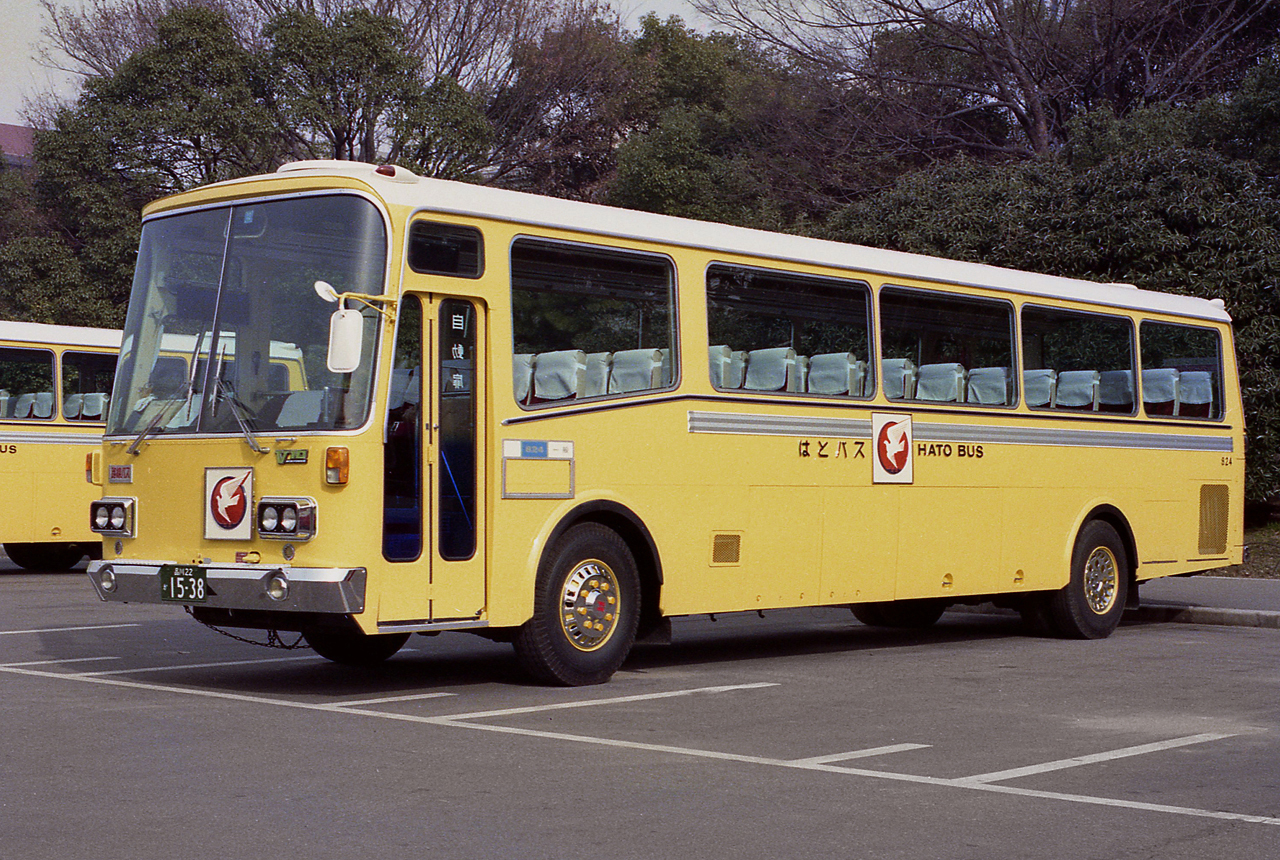
ハイデッカーII CRA650 はとバス
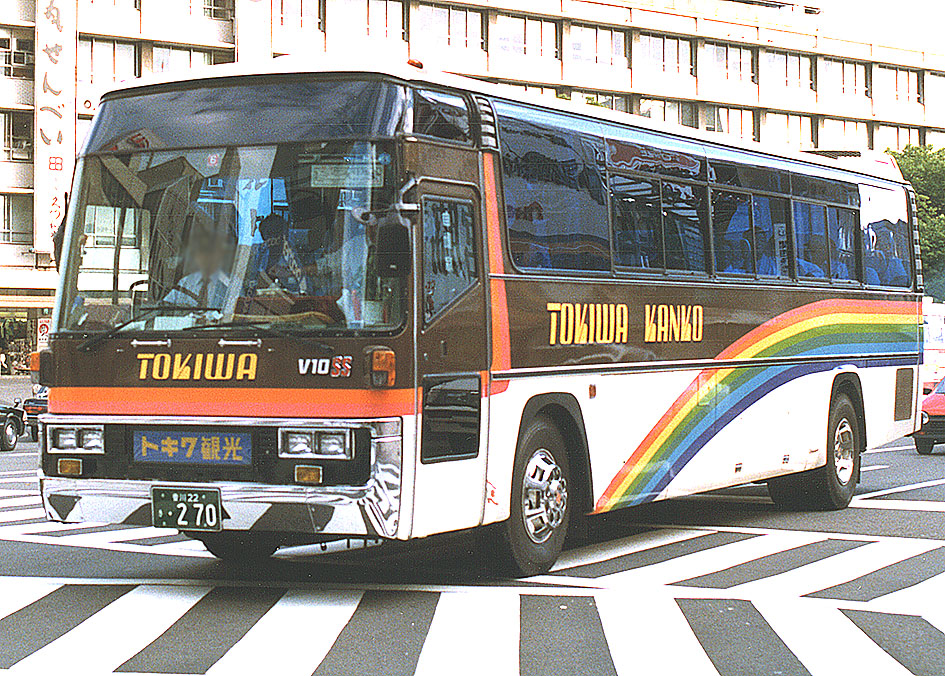
ハイデッカーIII K-CSA650 トキワ観光
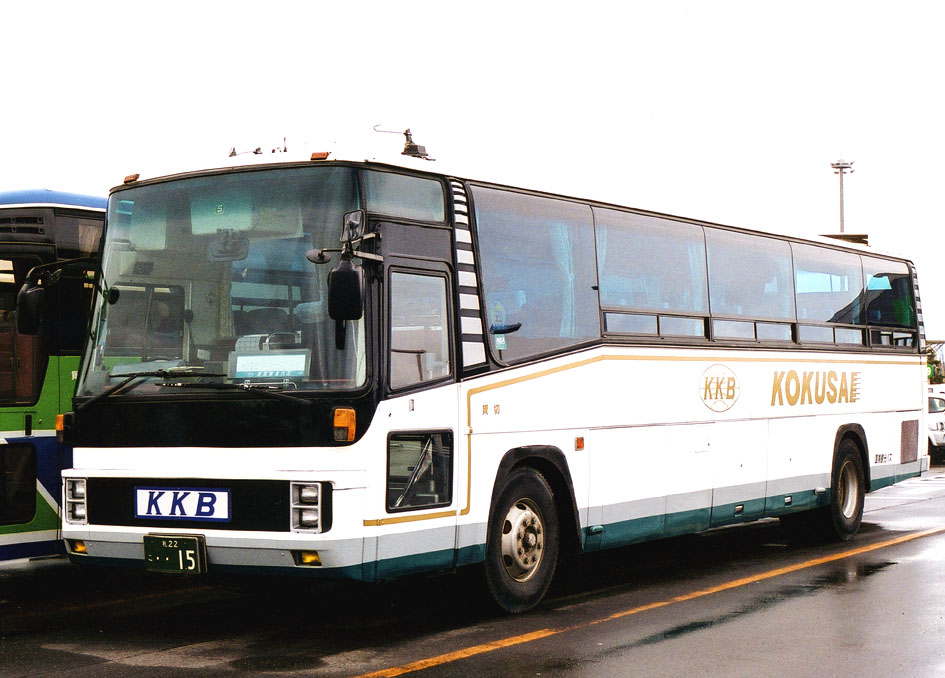
ハイデッカーIV K-CSA650 国際観光バス

なお、73SCボディのCPA/CQA（BU系ホリゾタルエンジン搭載車）がハイデッカーシリーズと共に併売されていた。こちらも1983年にフロントパネルを変更した。

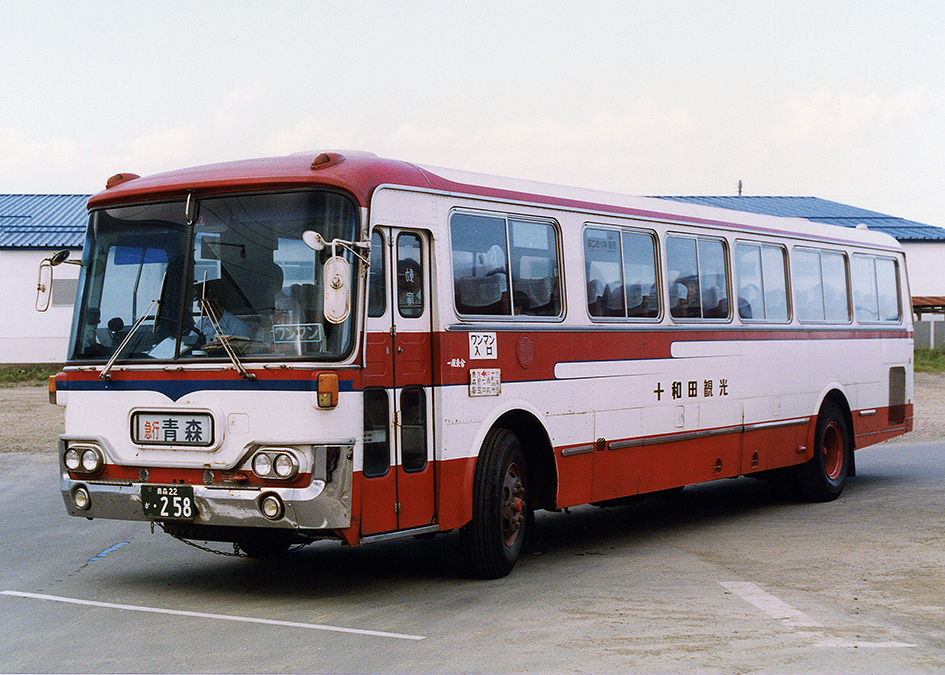
73SC CSA650 十和田観光電鉄
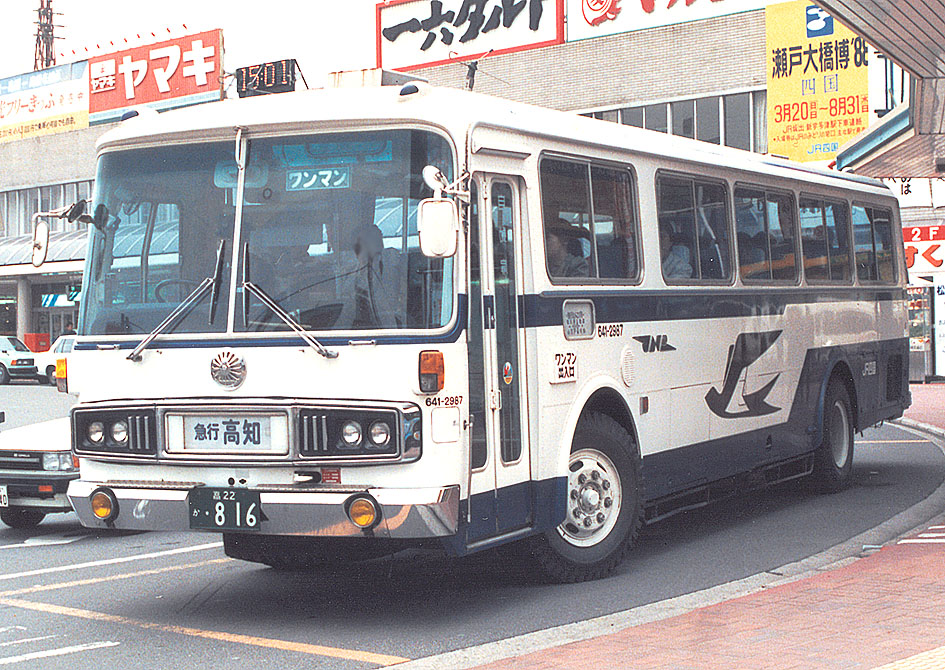
73SC K-CQA550 JR四国

輸出先での使用例として、タイの例がある。同国では国内メーカー製の路線バスボディ（冷房付き・非ワンマン仕様）を架装し、バンコク大量輸送公社によりバンコク都市圏の路線バスとして現在も使用されている。

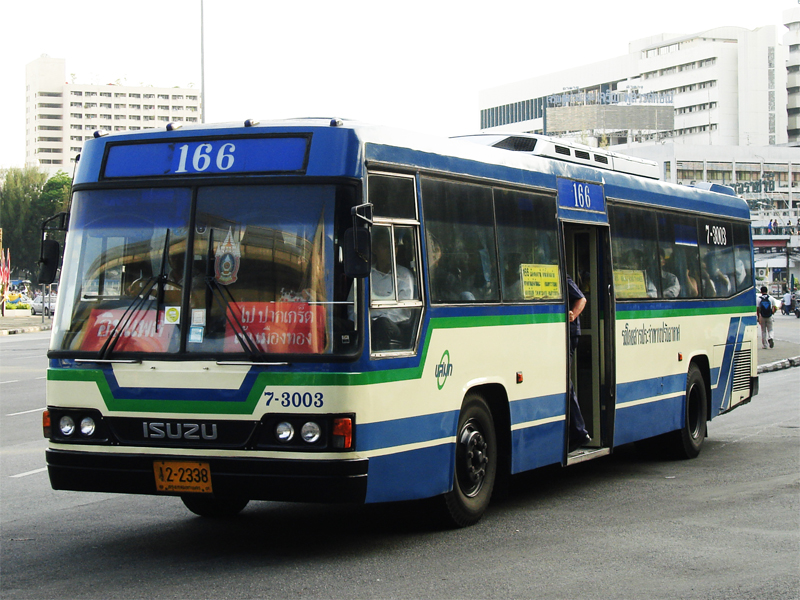
CQA650A/T バンコク大量輸送公社 （タイ仕様車）

### P-LV2AAX系

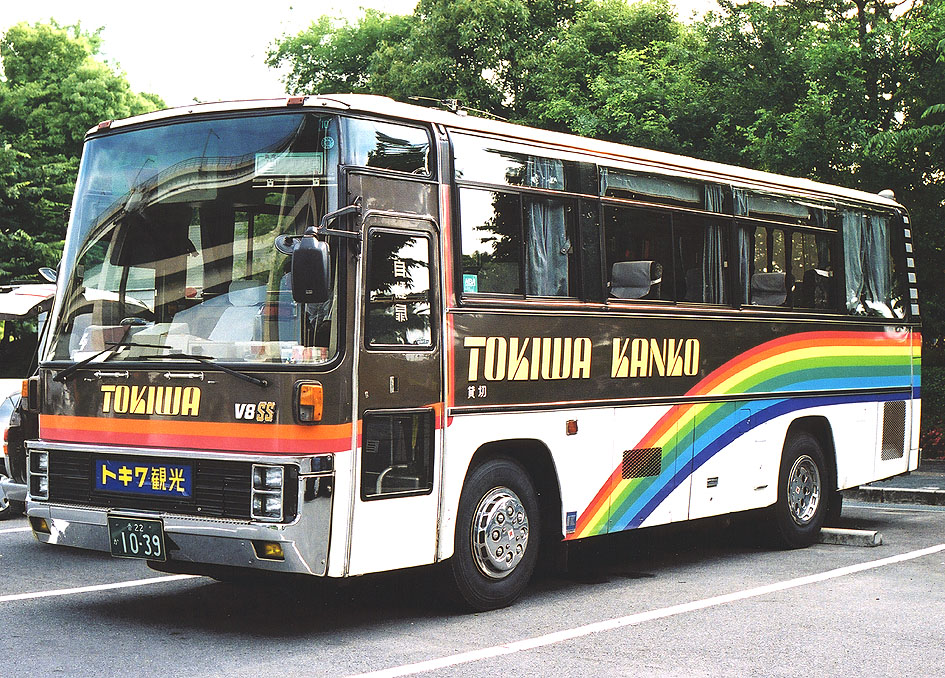
ハイデッカーIV・9m
P-LV217H トキワ観光

（この時代の路線系についてはいすゞ・キュービックを参照）
- 1984年 P-LV219S/219Q/217H
  - 昭和58年排出ガス規制に適合。この際、車両型式の表記ルールが変更され、P-LV2AAX系となる。2はエアサスを、AAの二桁数字が搭載エンジンを、Xのアルファベットでホイールベースを表している。エンジンは高出力/標準出力とも10PC1型(330ps/295ps)に統合。ホイールベース6.5m(S)、5.8m(Q）の2種はそのままに、新たにホイールベース4.2mのLV217Hが追加される。エンジンはV型8気筒の8PC1-N型240psを搭載、国産初の大型幅・全長9m観光車であった。後に8PC1-S型260psを搭載した。K-車同様に「V8SS」のエンブレムが装着された。
- 1986年
  - マイナーチェンジ。後面のスタイルが変更され、固定窓の隅のリベットが消滅した。
- 1987年
  - スーパークルーザーHD登場に伴い生産終了。

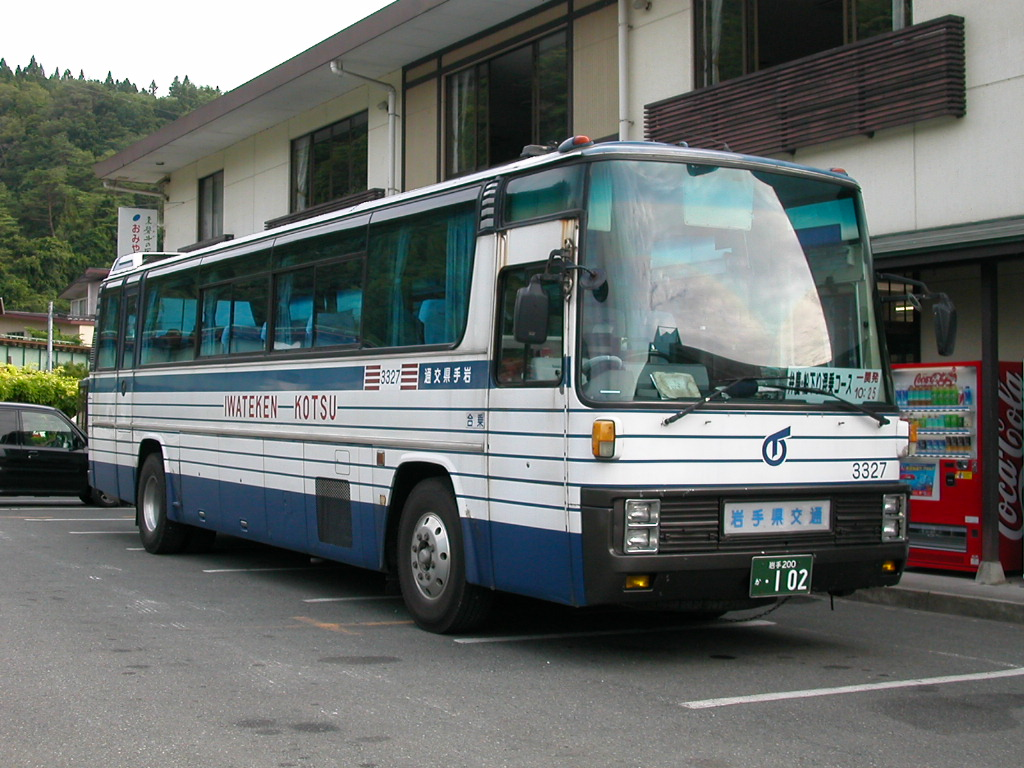
ハイデッカーIV P-LV219S 岩手県交通
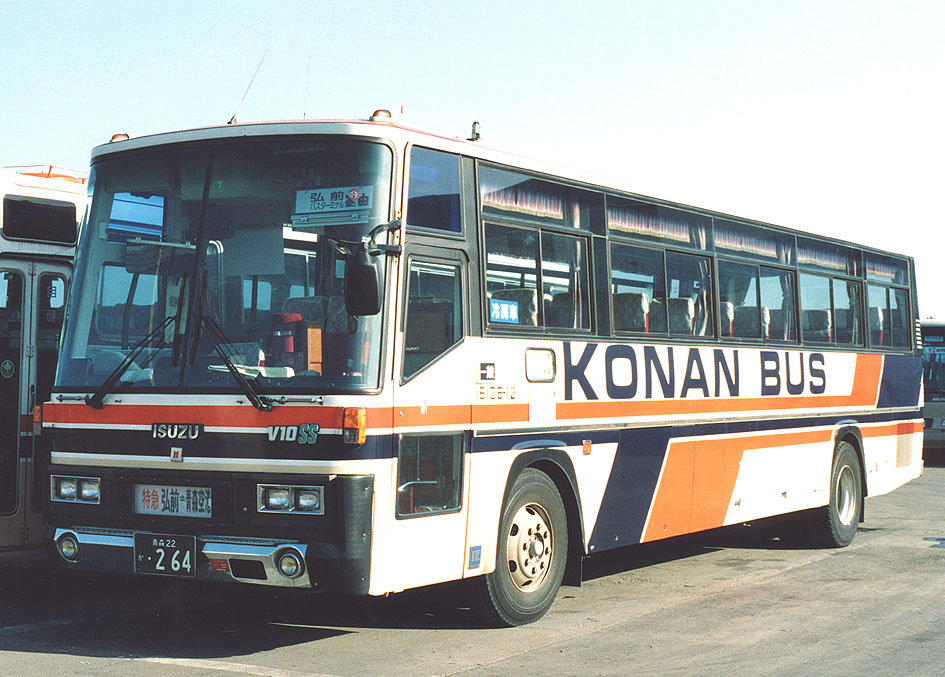
ハイデッカーV P-LV219S 弘南バス
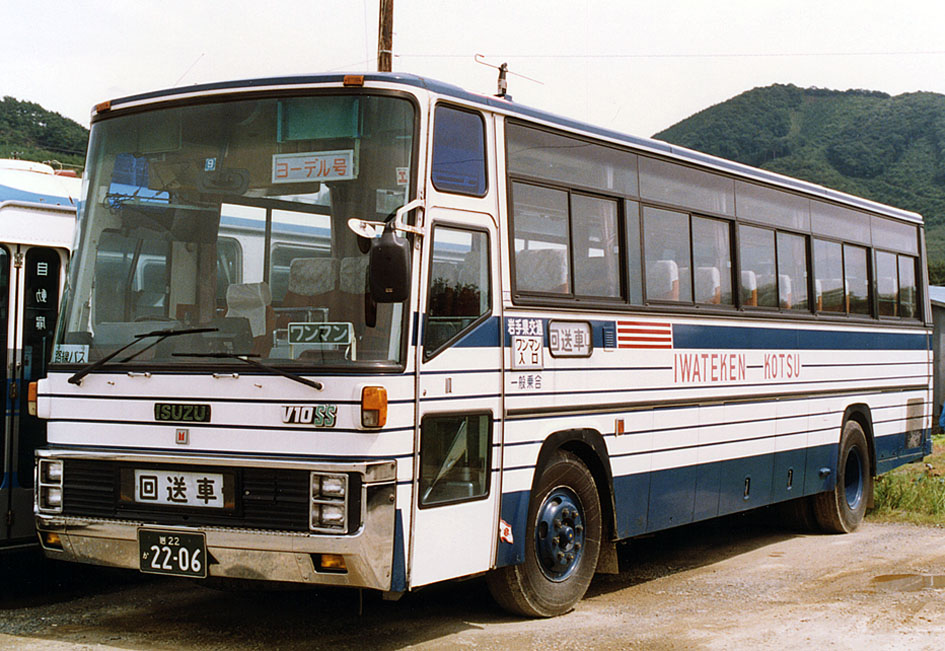
ハイデッカーV・前面はIV P-LV219S 岩手県交通
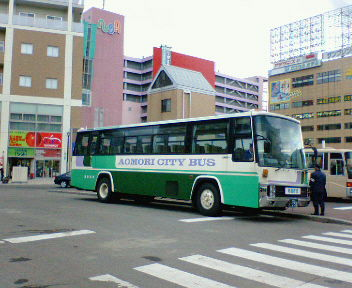
ハイデッカーV P-LV219S 青森市営バス
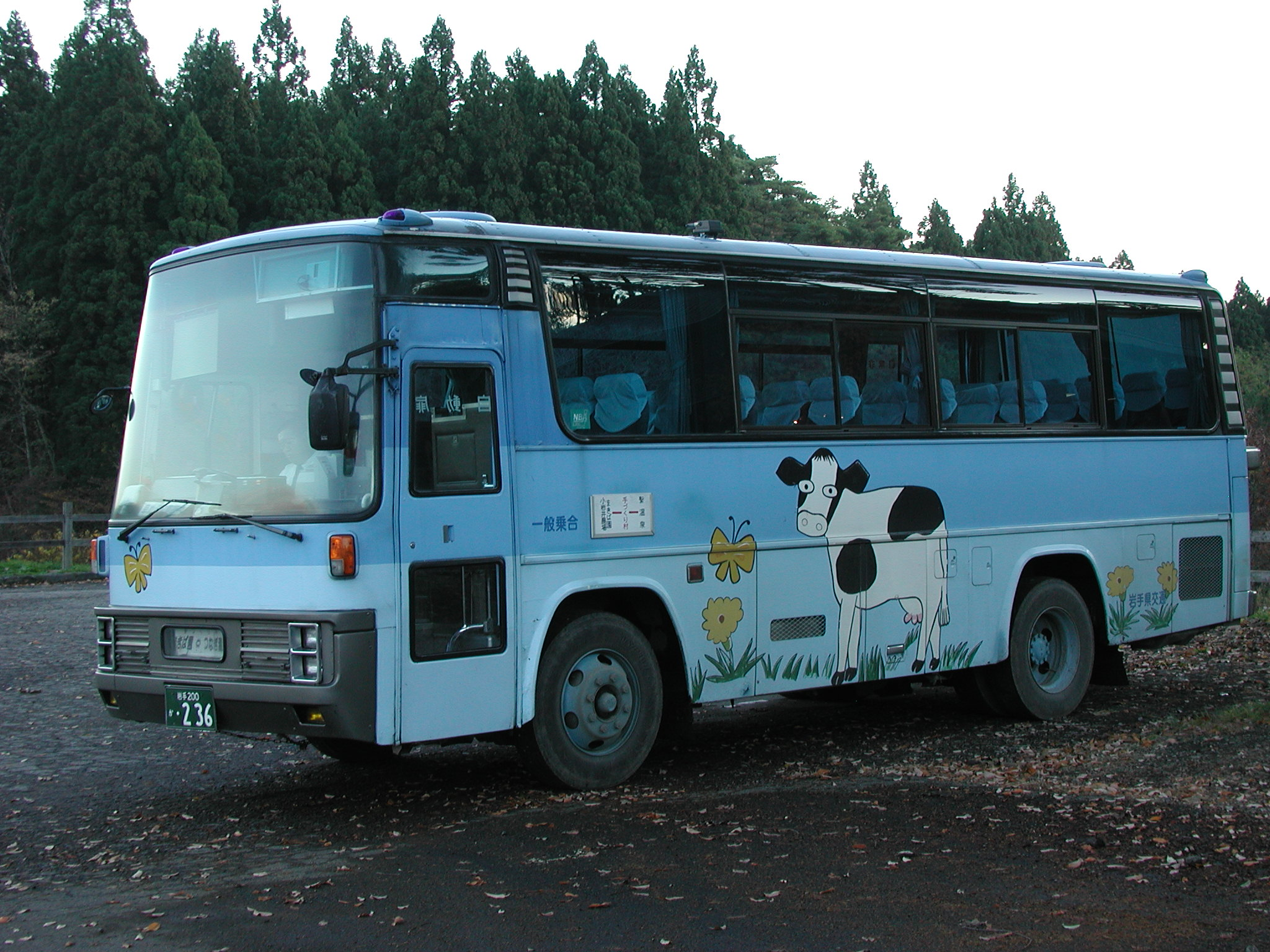
ハイデッカーIV・9m P-LV217H 岩手県交通

なお、ハイデッカーシリーズがスケルトンボディ化された後も、標準床仕様は73SCボディで併売され、1987年まで生産された。

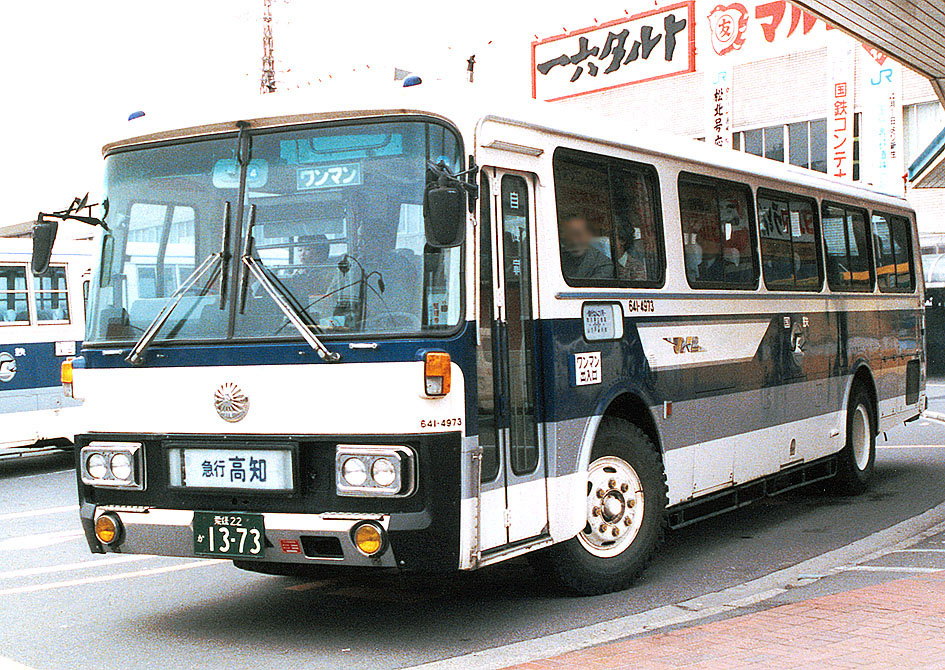
73SC P-LV218N 国鉄（四国）

## スーパークルーザー

### シリーズの概要
- 1986年、いすゞが資本参加して川重車体工業からアイ・ケイ・コーチとなり、同年大型観光バスを13年ぶりにフルモデルチェンジ、ボディスタイルを一新した全高3.66mのハイデッカーVI型「スーパークルーザーSHD(スーパーハイデッカー」・通称H6)を発売。翌1987年には全高3.28mハイデッカーVII型「スーパークルーザーHD(ハイデッカー」・通称H7)も追加。更に1989年にはSHDの運転席を下げ、その上に客席床を設け、床下運転席構造(セミダブルデッカー)としたUFC(アンダーフロアーコックピット)も追加された。国産初のUFCモデルであり、ダブルデッカー並みの眺望と、12列でも余裕のシートピッチ、SHD並みの居住性が人気を呼んだ。

- このスーパークルーザーから観光系は前軸が独立懸架となり、型式がLV7AAXという表記になった。同時に、2軸のまま各軸の許容荷重バランスを向上させるため、ホイールベースを350mm短縮(S:6.5m→R:6.15m/Q5.8m→N5.45m。前軸を後退させ、重心位置に近づけた。)、フロントオーバーハングを延長して燃料タンクを移設した。各軸の負担荷重の増大に対しては10スタッドホイールを採用する事で対応している。（詳細はスーパーハイデッカー項を参照の事。）この事により富士重製や西工製の他社シャシ・旧LV219と同型ボディでも、フィラーキャップ（給油口）位置やトップドアと前輪の間隔等で外観上の識別は容易である。

- 9m車はスーパークルーザーシリーズとしての架装はされず、P-LV217Hが継続販売されている。また富士重工業(FHI)製車体車も登場した。

### シリーズの変遷

#### P-LV719系
- エンジンは10PC1型V10エンジンを搭載、SHDとUFCは330ps、ホイルベースはRのみ。HDは330psと295psの高/低馬力、RとNの2種類のホイールベースが用意された。
  - P-LV719R 全長12m(WB=6.15m)
  - P-LV719N 全長11.3m(WB=5.45m)

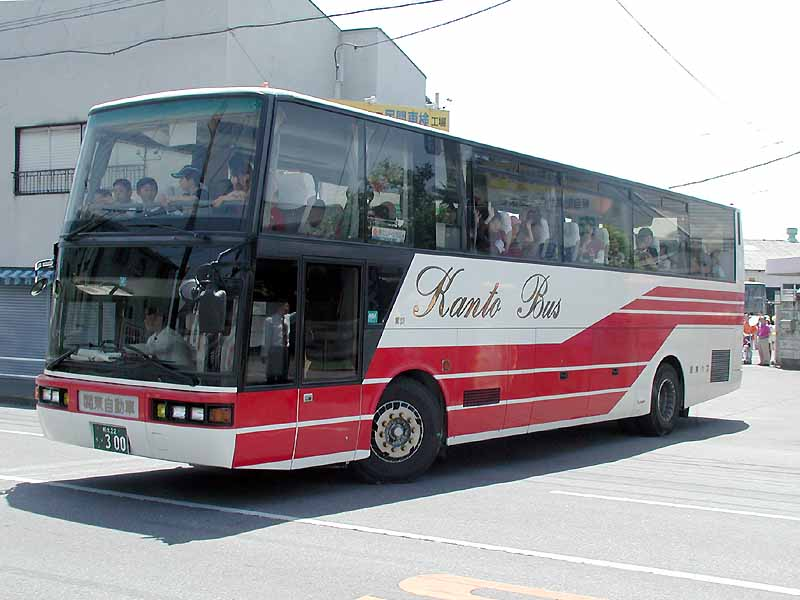
スーパークルーザーUFC P-LV719R 関東自動車
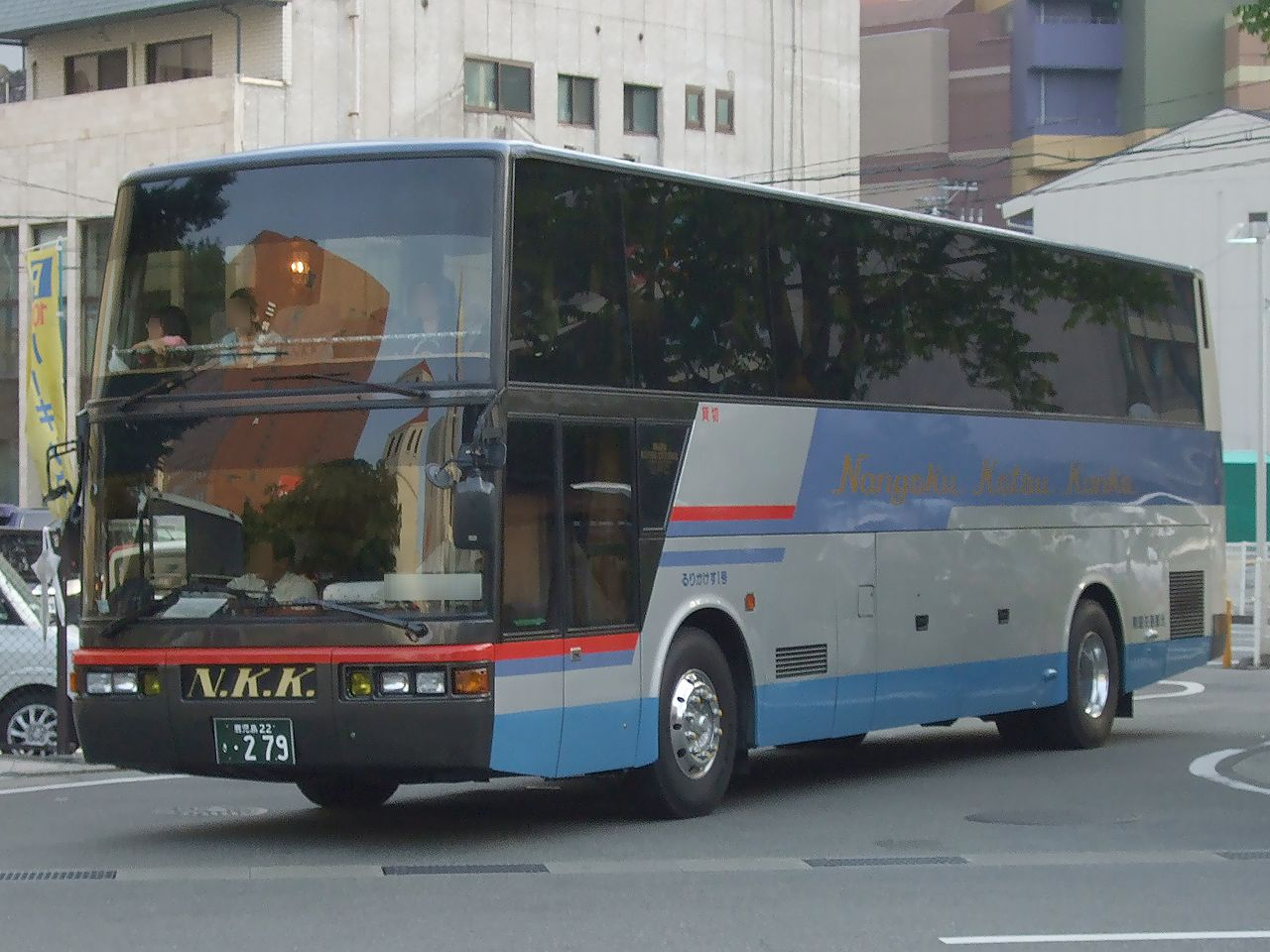
スーパークルーザーUFC P-LV719R 南国交通観光
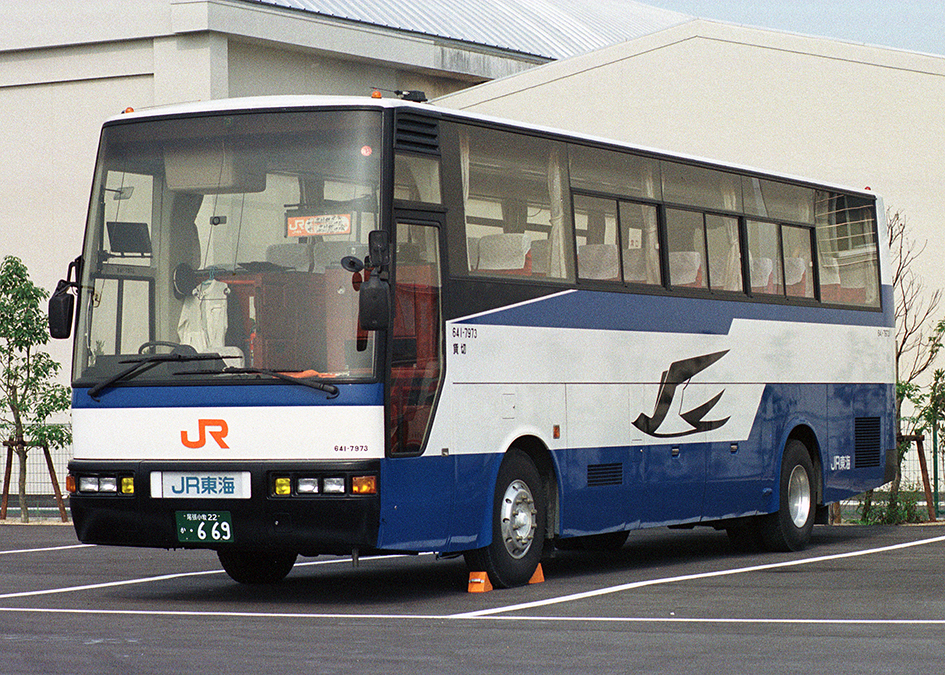
スーパークルーザーSHD P-LV719R ジェイアール東海バス
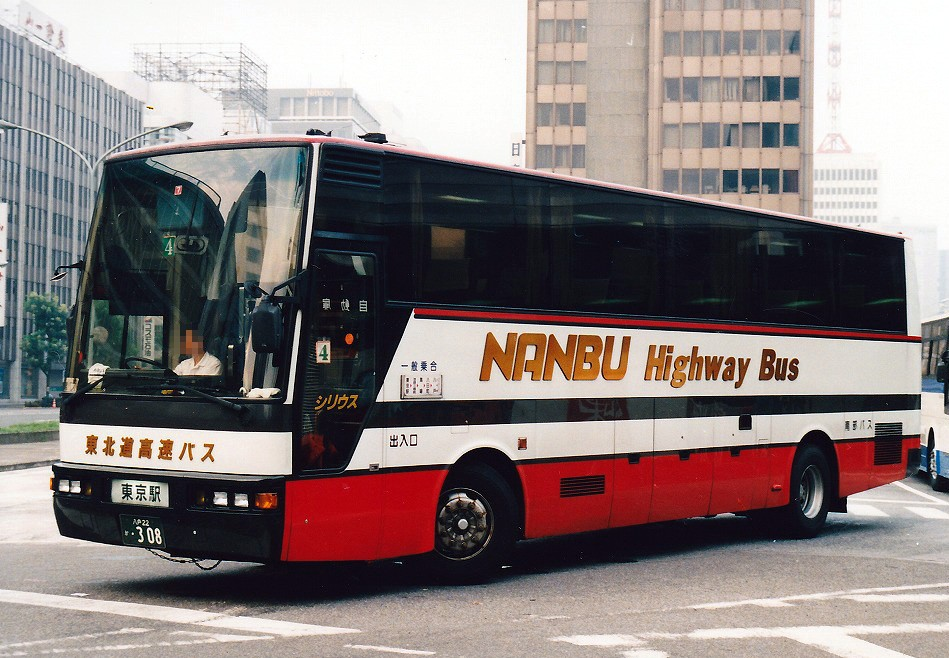
スーパークルーザーSHD（夜行高速仕様） P-LV719R 南部バス
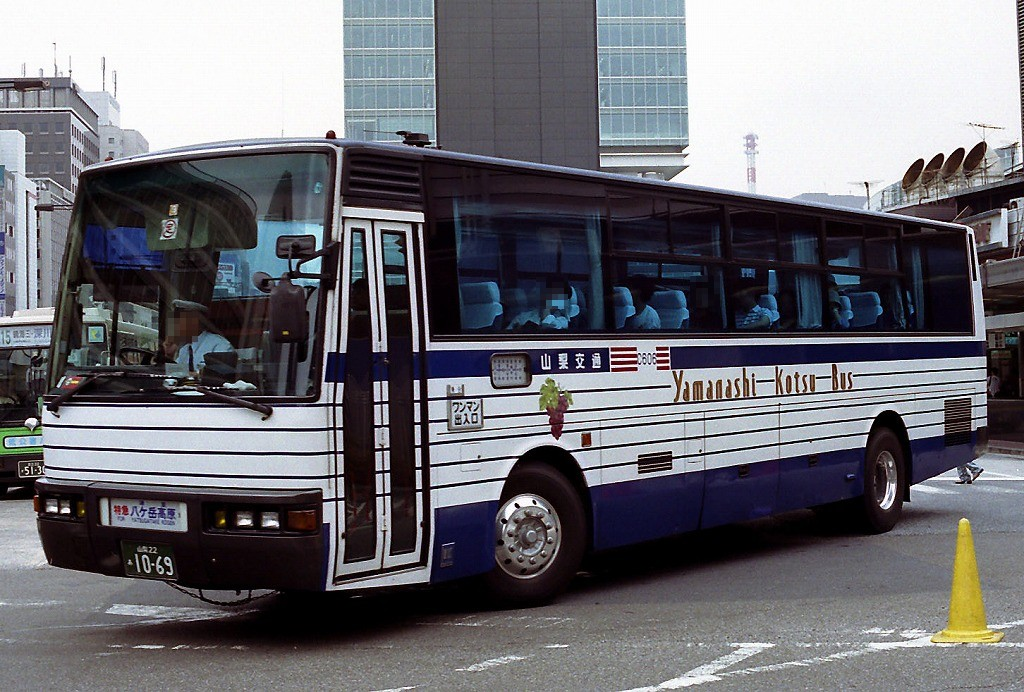
スーパークルーザーHD P-LV719R 山梨交通
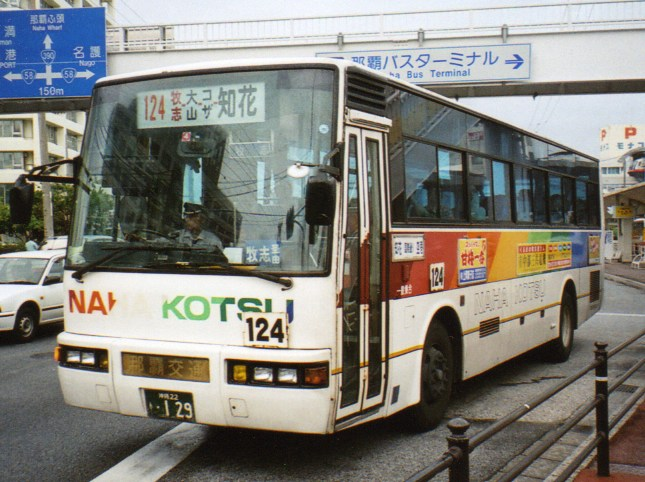
スーパークルーザーHD P-LV719N 那覇交通（現・那覇バス）

#### U-LV771系
- 1990年、平成元年排ガス規制に適合させるため、マイナーチェンジを実施。エンジンは10PD1型(355PS/310ps)V10エンジンが搭載された。新たにABSがオプション展開された。UFC、SHD、HDの高/低馬力とホイルベース展開は従前のまま。
  - U-LV771R 全長12m(WB=6.15m)
  - U-LV771N 全長11.3m(WB=5.45m)

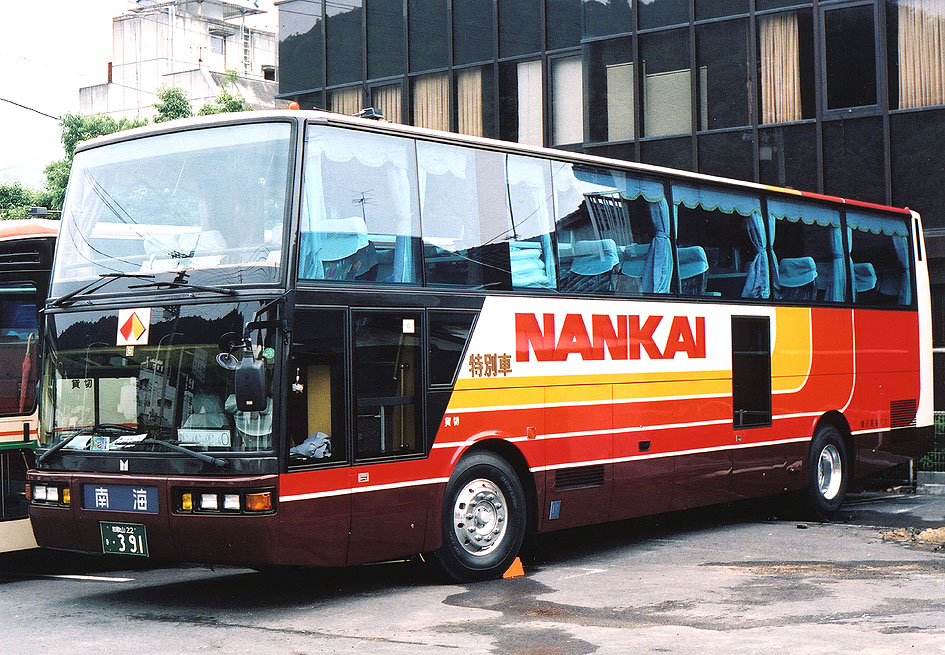
スーパークルーザーUFC U-LV771R 御坊南海バス
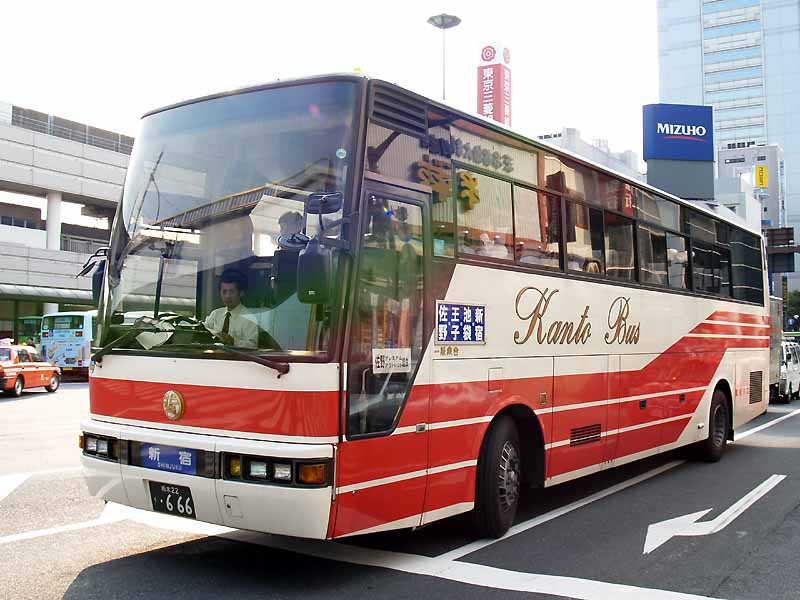
スーパークルーザーSHD U-LV771R 関東自動車
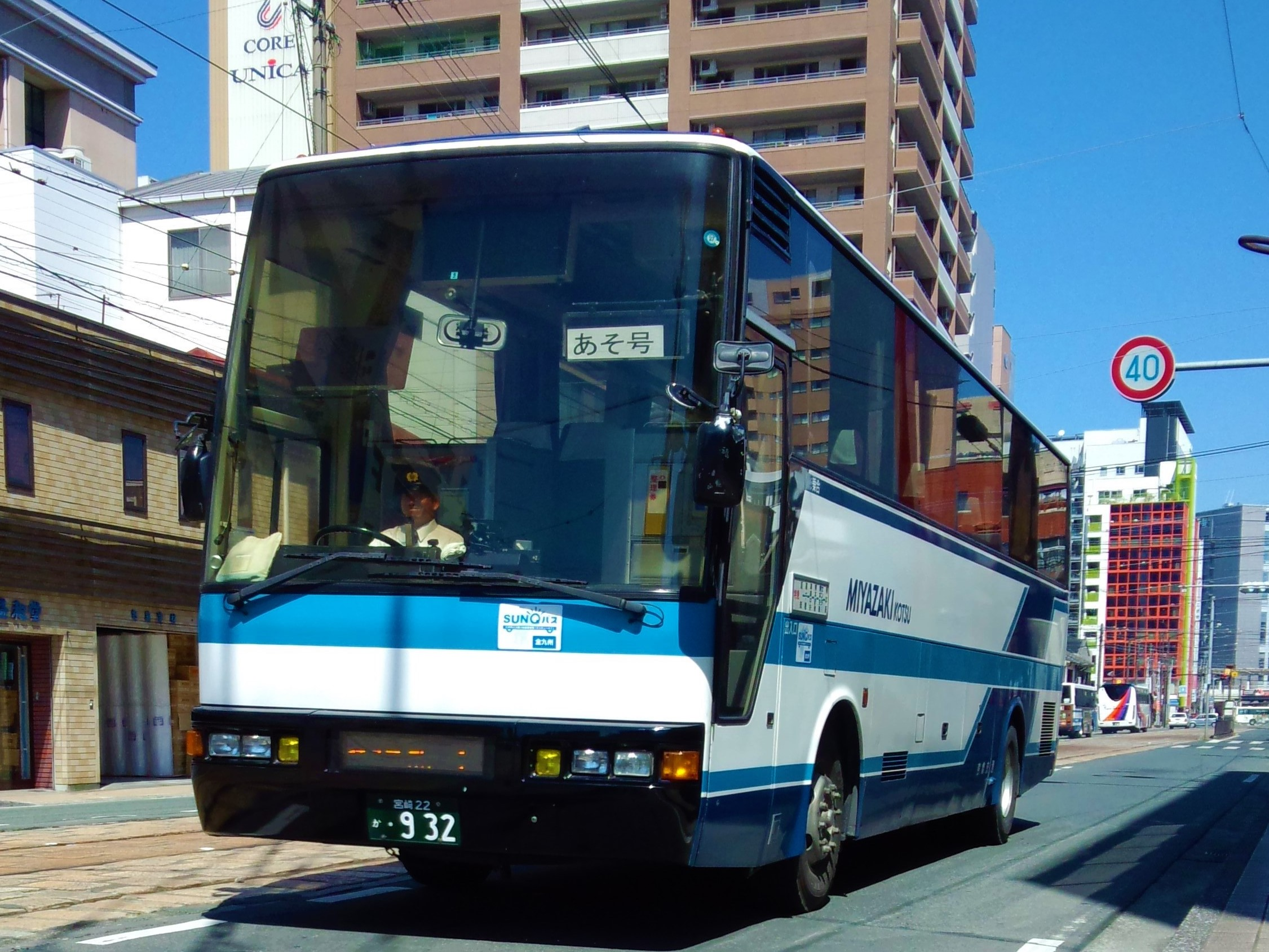
スーパークルーザーSHD U-LV771R 宮崎交通
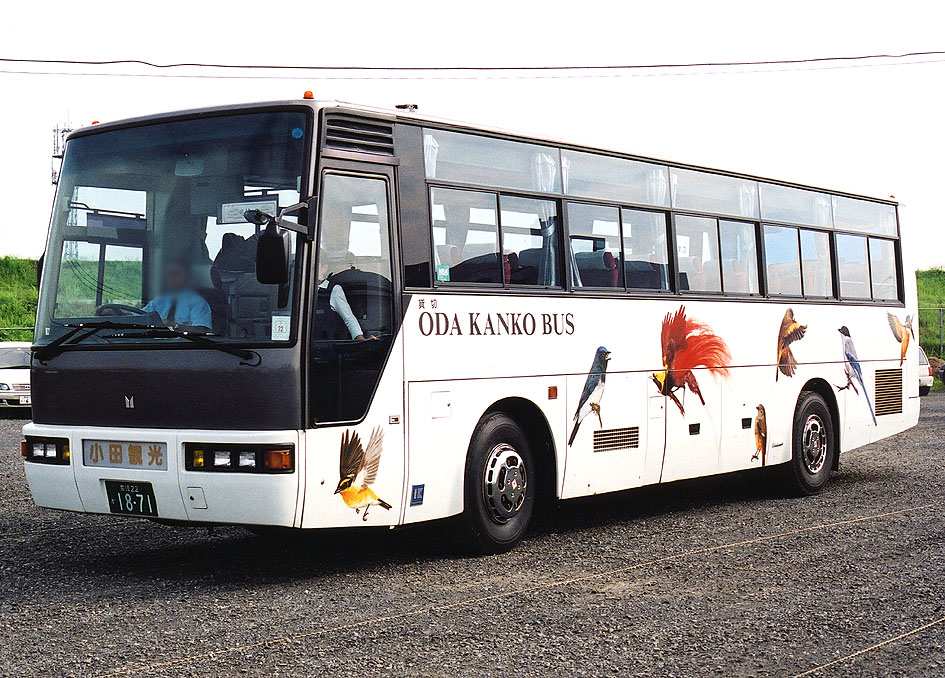
スーパークルーザーHD U-LV771N 小田観光バス
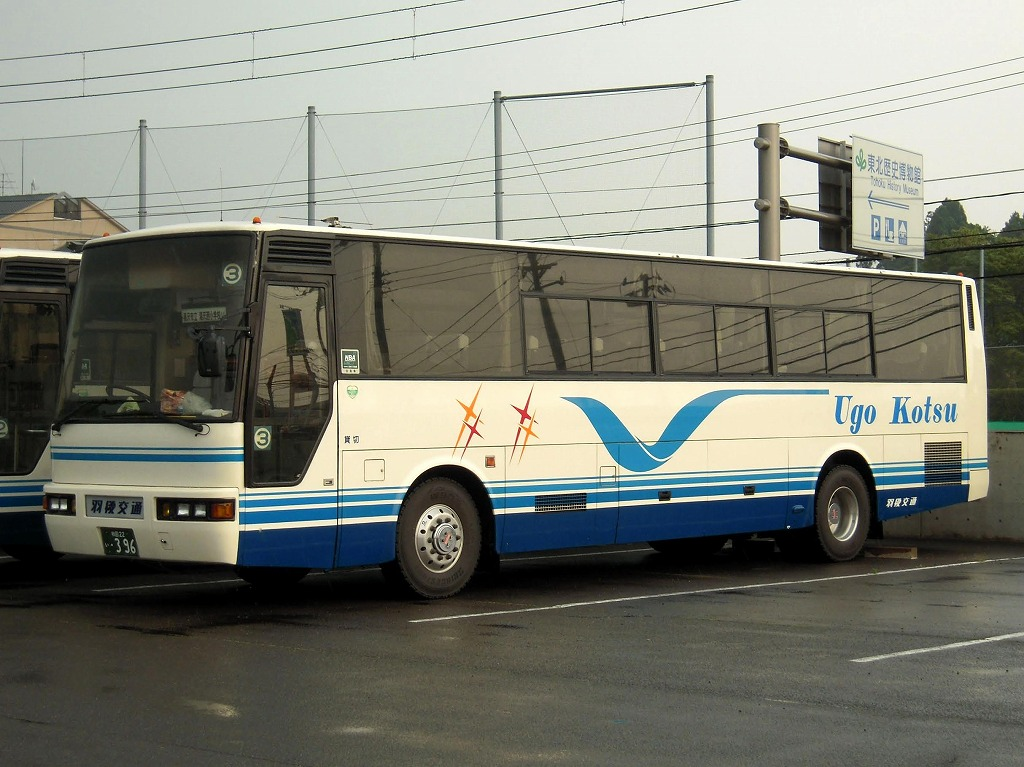
スーパークルーザーHD U-LV771R 羽後交通
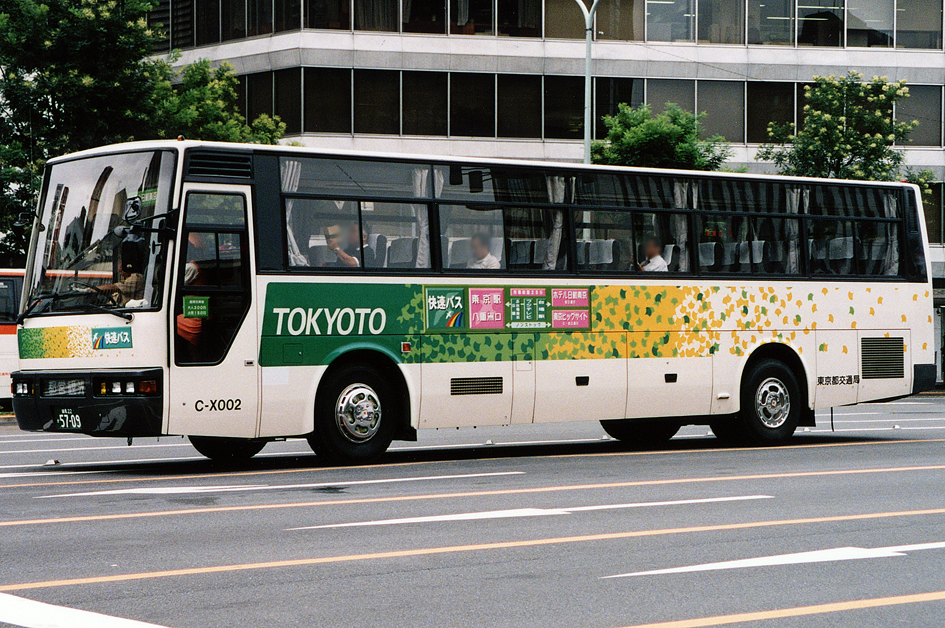
スーパークルーザーHD U-LV771R 都営バス

- 1994年にフェイスリフトを行い、ヘッドライトが角型4灯式から異形2灯式に変更された。このヘッドライトは90年以降のエルフ、フォワード、810EXと同じもの。西工ネオロイヤルC型・92MCと富士重17型・後期型（日産ディーゼル製シャーシー以外）もこのヘッドライトを装着している。

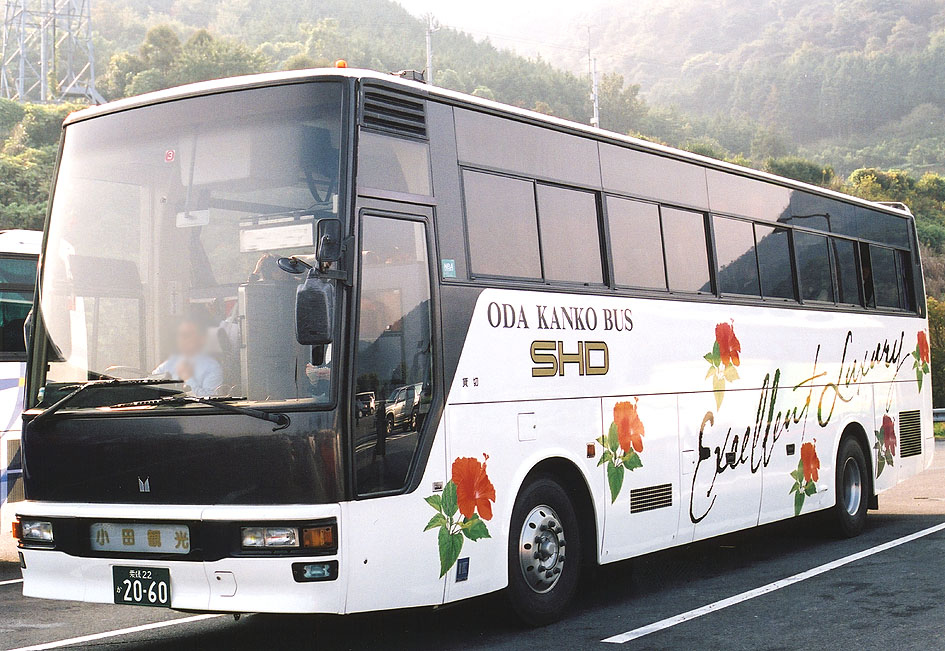
スーパークルーザーSHD U-LV771R 小田観光バス
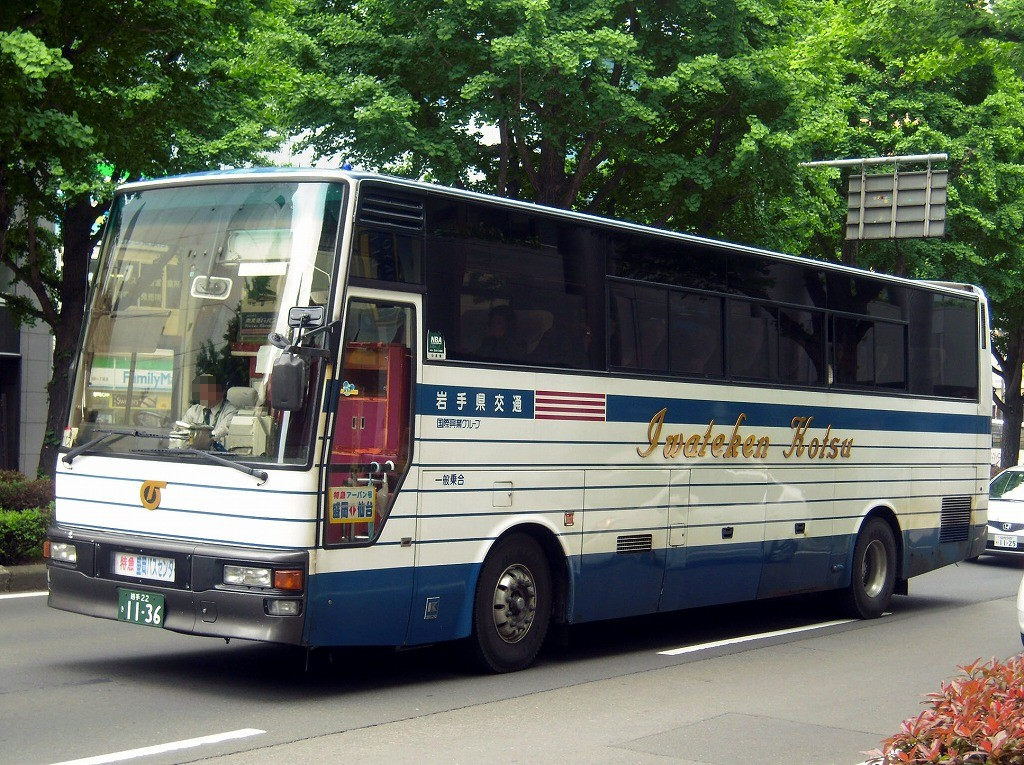
スーパークルーザーSHD U-LV771R 岩手県交通
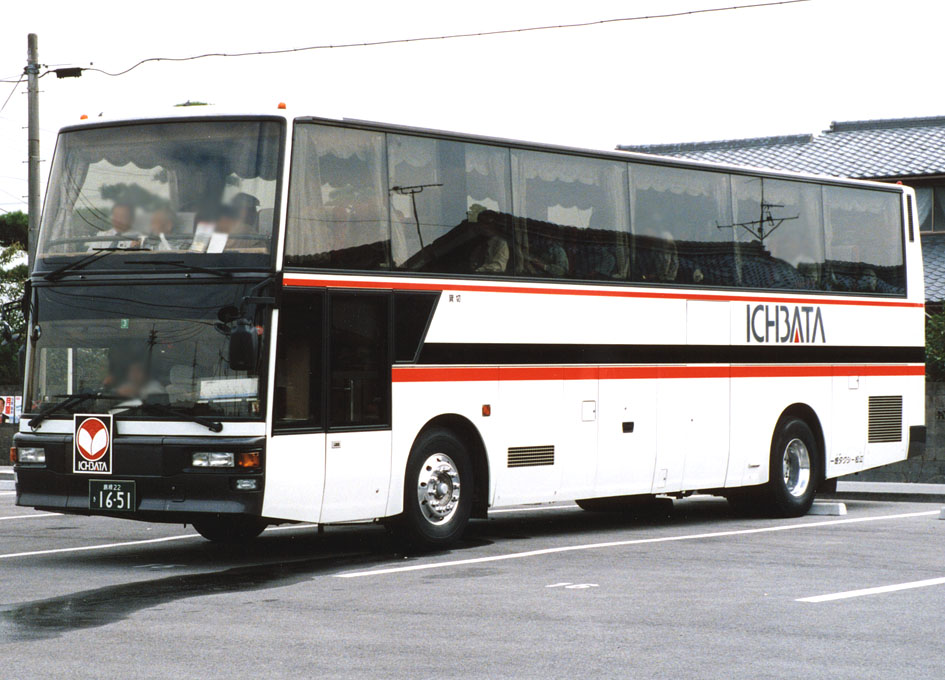
スーパークルーザーUFC U-LV771R 松江一畑タクシー
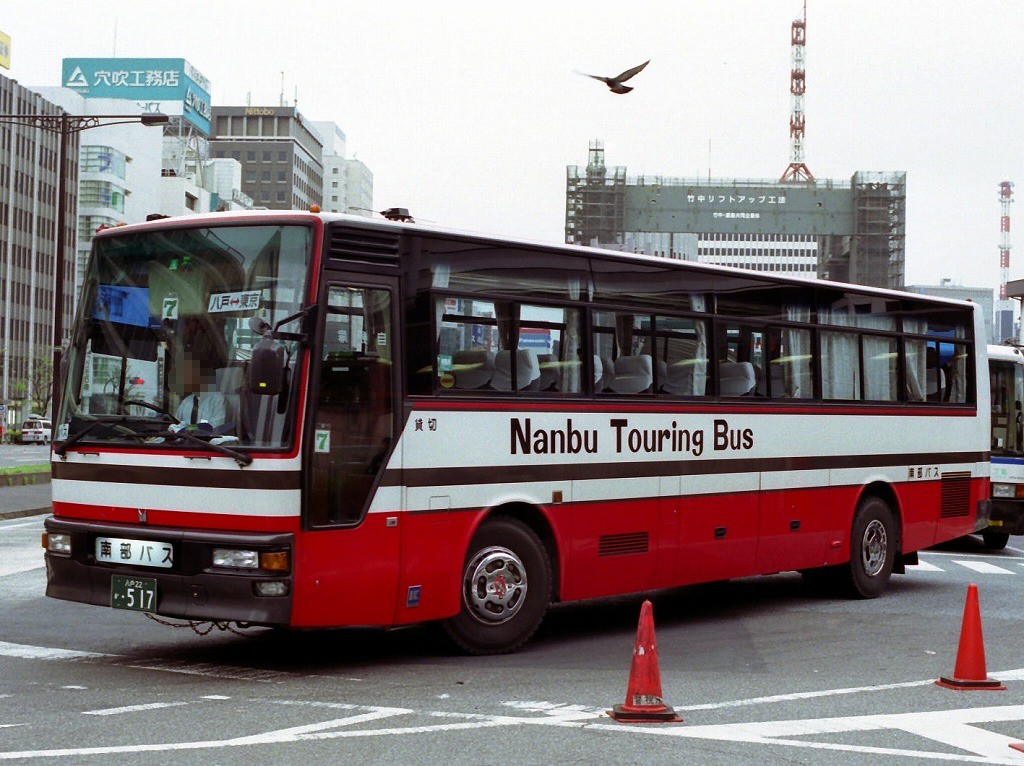
スーパークルーザーHD U-LV771R 南部バス

- 9m車は同時にU-LV270Hとなり、エンジンは8PD1型275psを搭載、富士重工業(FHI)製車体のみとなった。また、翌1991年には、車幅はスーパークルーザーと同じで全長7m車のグランドロイヤル（GR43*F、車体は北村製作所製）を新たに追加している（いすゞ・ジャーニーQを参照）。

#### KC-LV781系
- 1995年、平成6年排ガス規制に適合させるため、マイナーチェンジを実施。 エンジンは10PE1型(380ps/325ps)V10エンジンが搭載された。また、衝撃吸収式ステアリングが採用された。UFC、SHD、HDの高/低馬力とホイルベース展開は従前のまま。
  - KC-LV781R 全長12m(WB=6.15m)
  - KC-LV781N 全長11.3m(WB=5.45m)

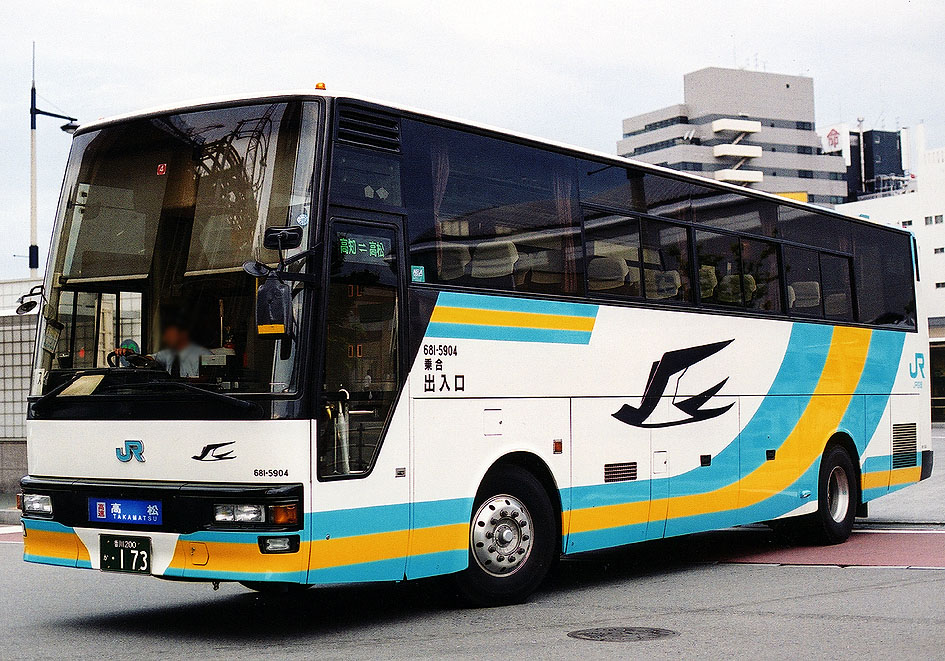
スーパークルーザーSHD KC-LV781R JR四国
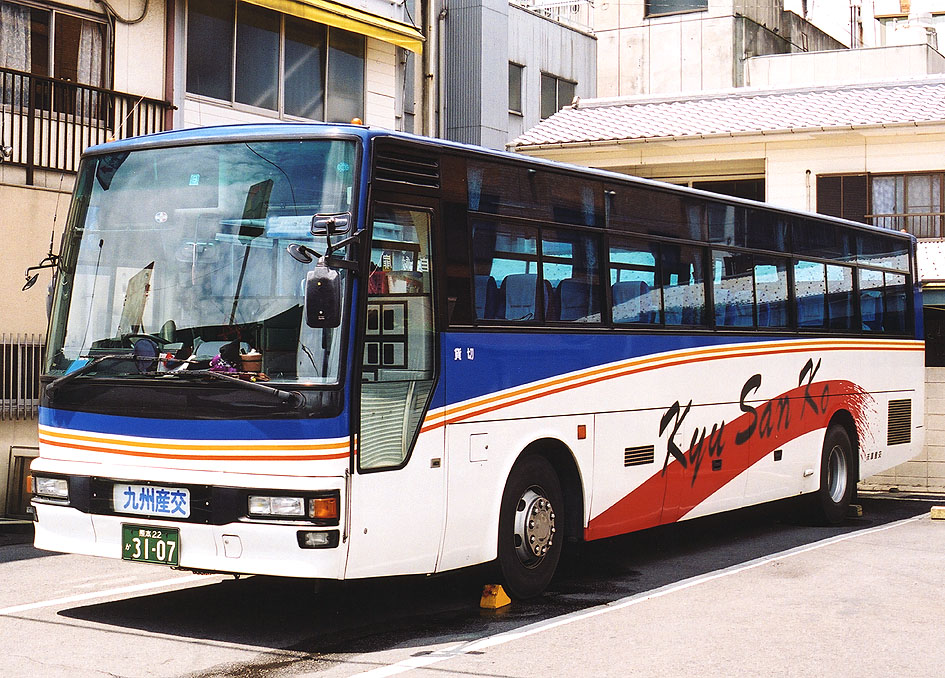
スーパークルーザーHD KC-LV781R 天草産交
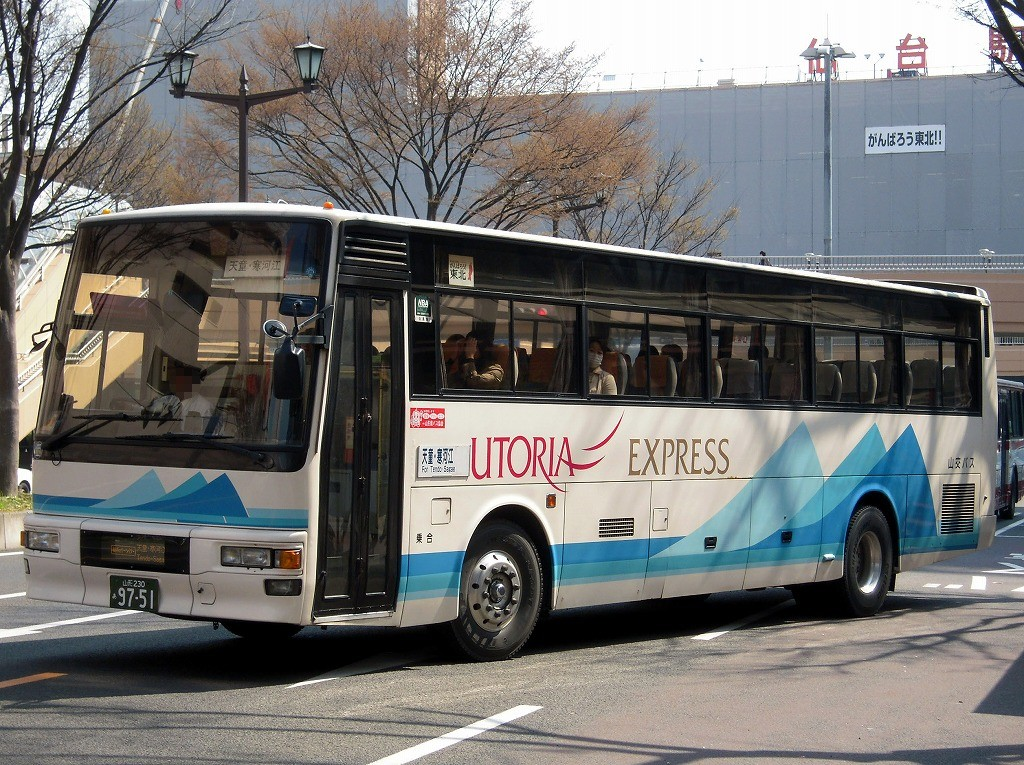
スーパークルーザーHD（折戸仕様） KC-LV781R 山交バス
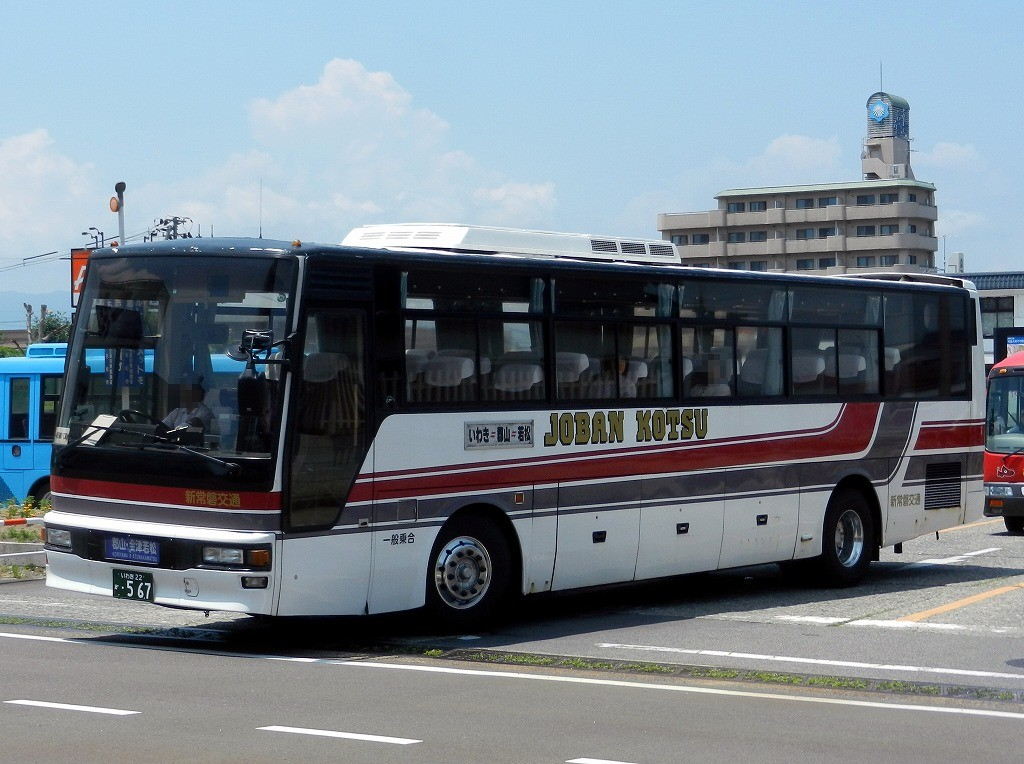
スーパークルーザーHD（直結クーラー仕様） KC-LV781R 新常磐交通
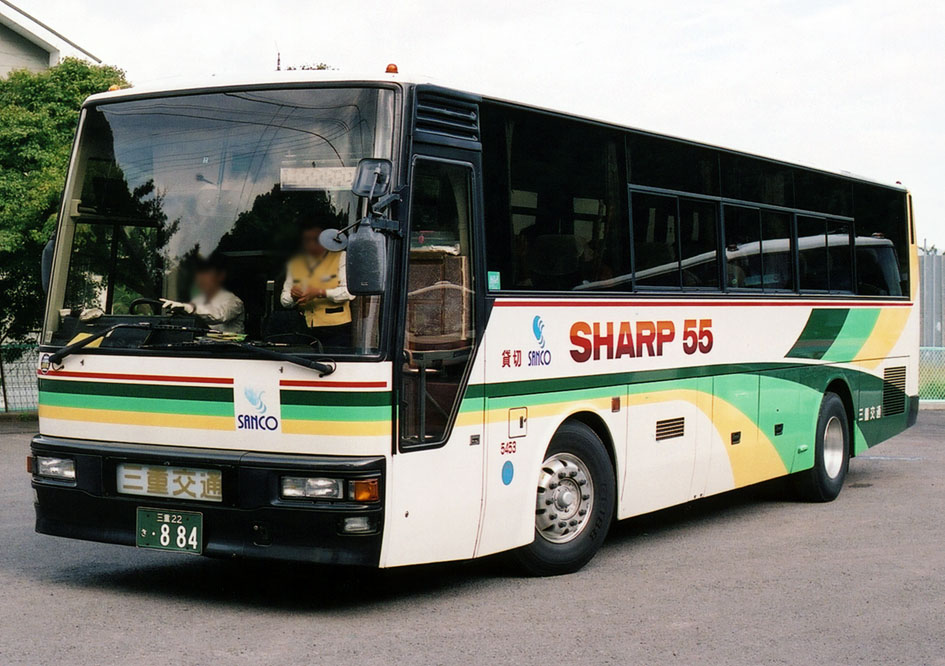
スーパークルーザーHD KC-LV781N 三重交通

- 9m車は同時にKC-LV280Hになり、エンジンは8PE1型285psを搭載した。
- 同年、アイ・ケイ・コーチからいすゞ全額出資のいすゞバス製造株式会社に社名変更。
- 1996年12月11日、ガーラ（初代）にフルモデルチェンジしたことを受け、いすゞバス製造製の純正ボディのスーパークルーザーは生産を終了した。純正ボディ以外のシャーシ供給は1998年まで続けられた。

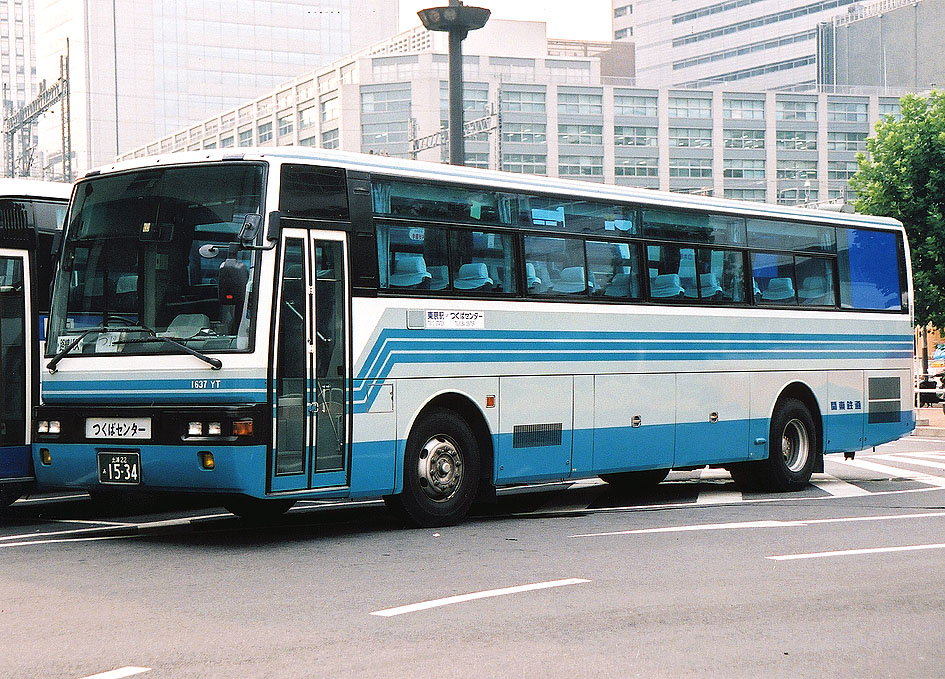
ガーラの初期型で10PE1型搭載車の型式は「KC-LV781R1（またはN1）」である。スーパークルーザーの場合は末尾に数字がつかないことで区別される。
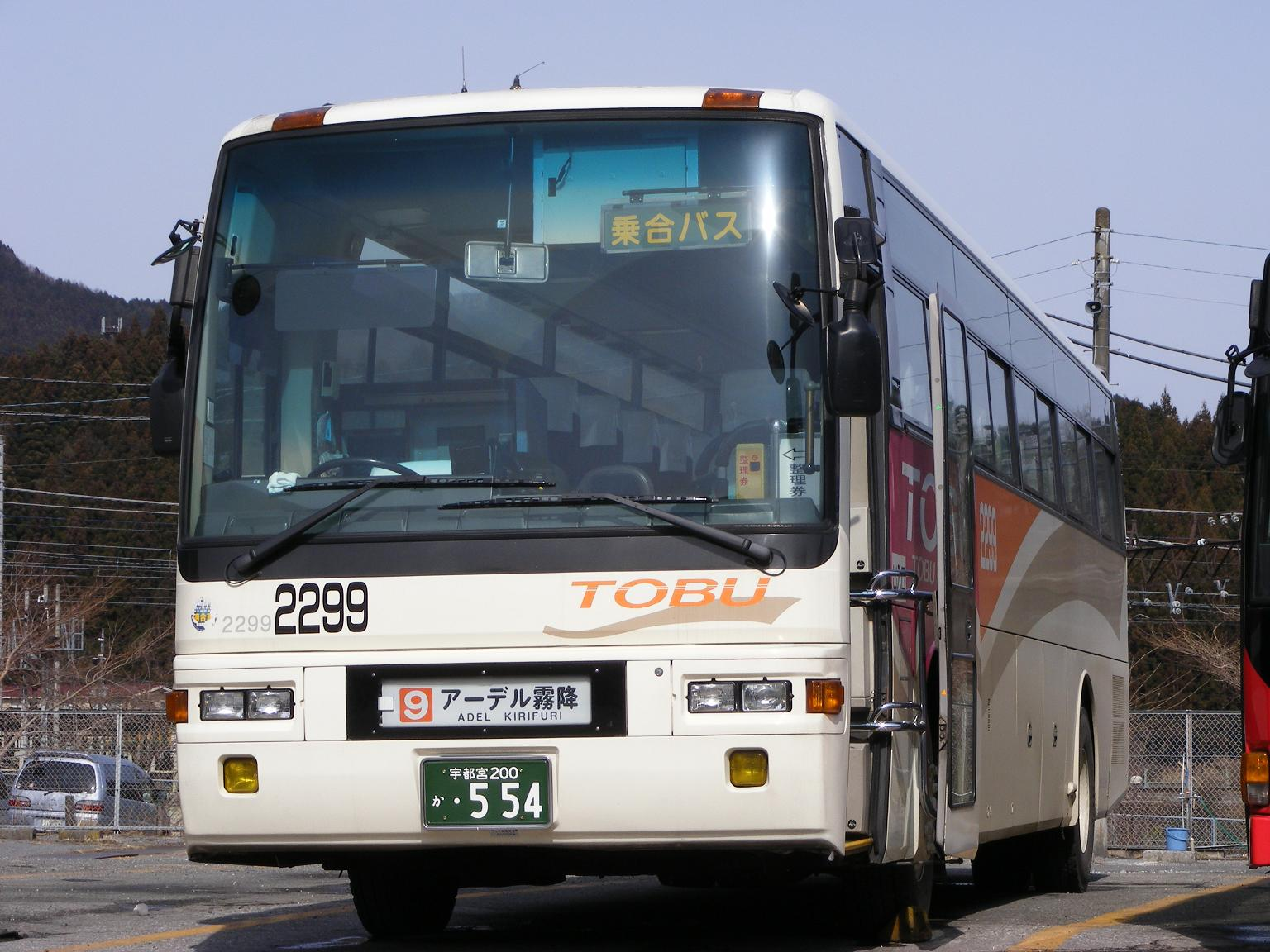
17型マキシオン U-LV771R 東武バス日光
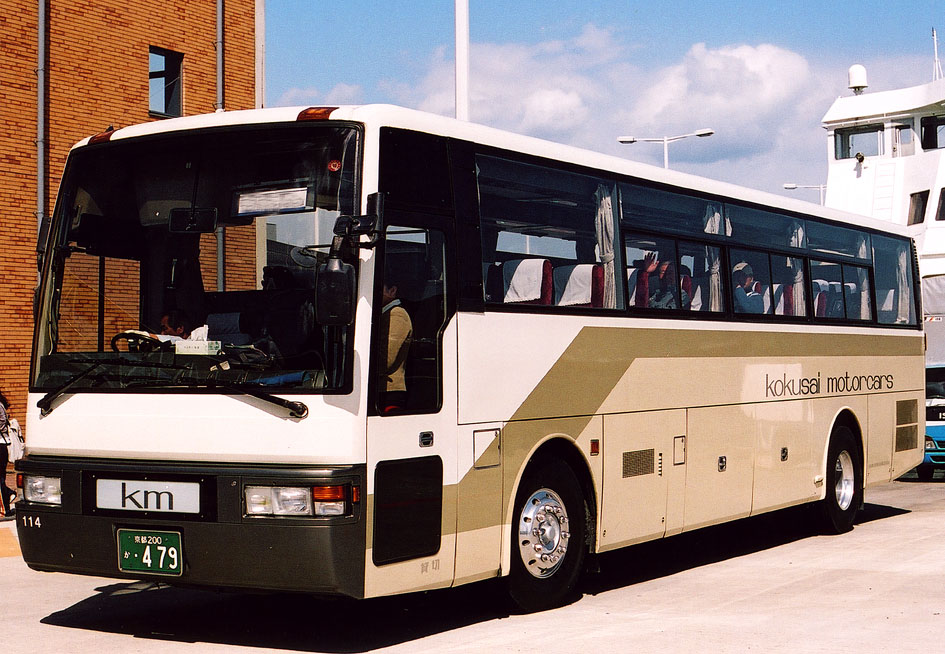
17型マキシオン U-LV771R 国際自動車
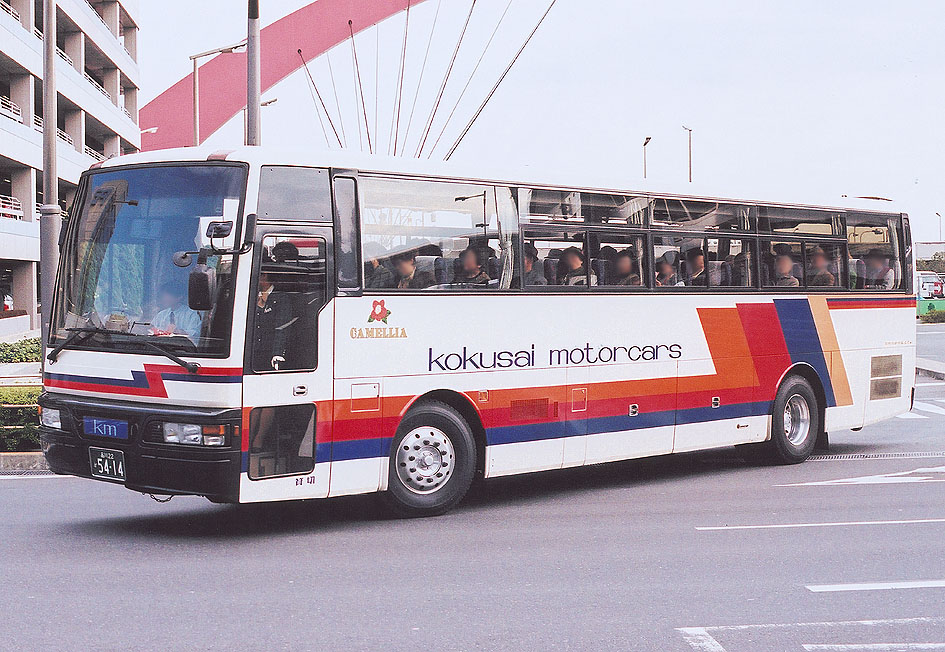
17型マキシオン KC-LV781R 国際自動車
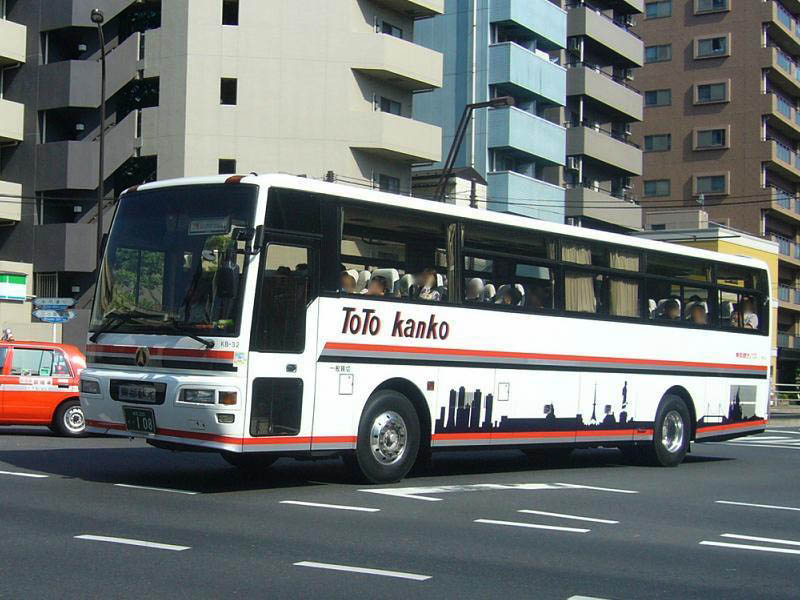
17型マキシオン KC-LV781R 東都観光バス
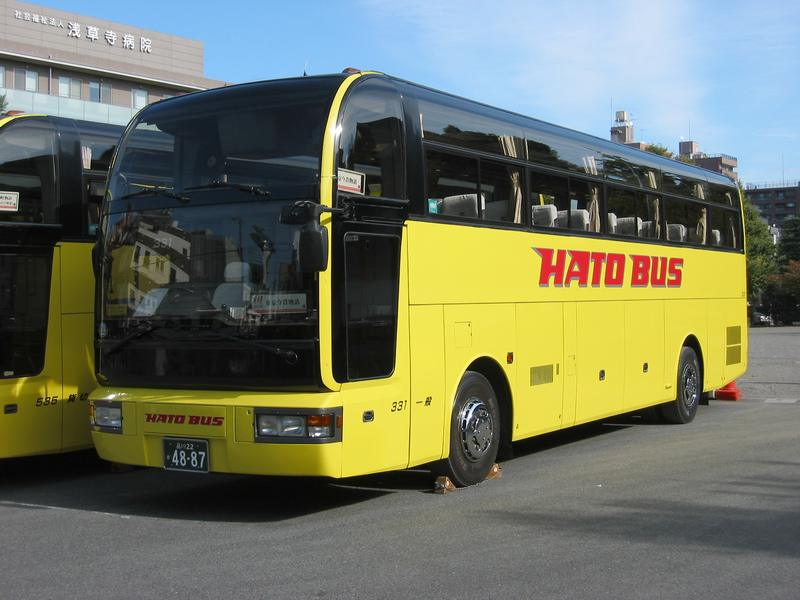
17型S U-LV771R はとバス
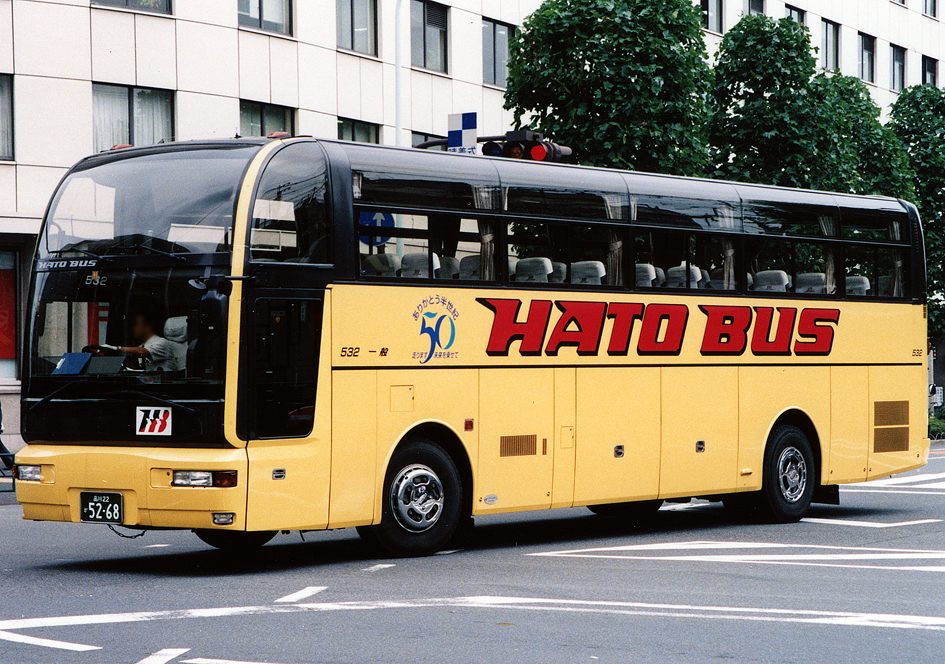
17型S U-LV771R はとバス ヘッドライトが変更されている
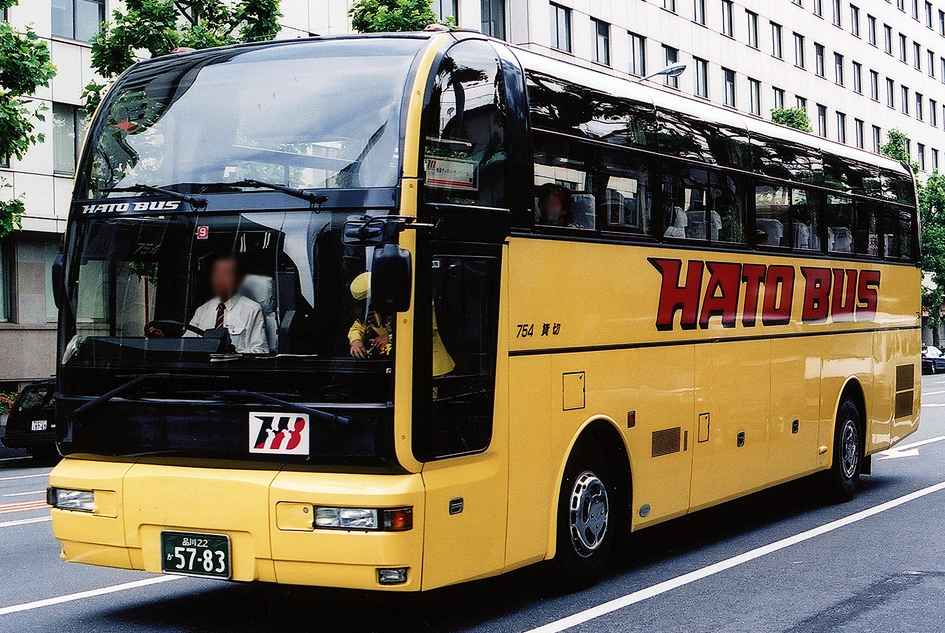
17型S KC-LV781R はとバス
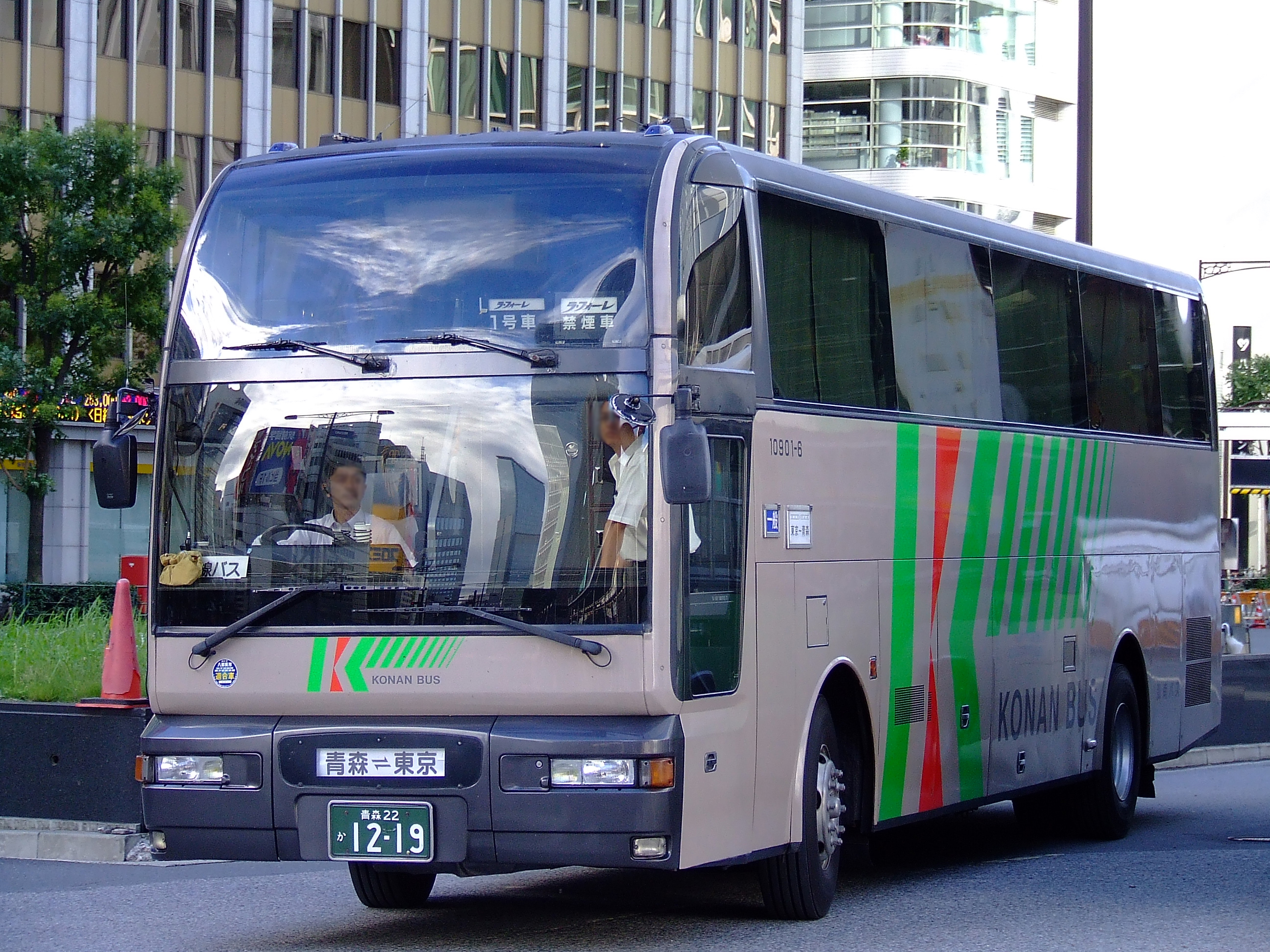
17型S KC-LV781R 弘南バス

## 純正以外のボディ

### 富士重工業(FHI)製
- BU / BH　＋　11型/13型

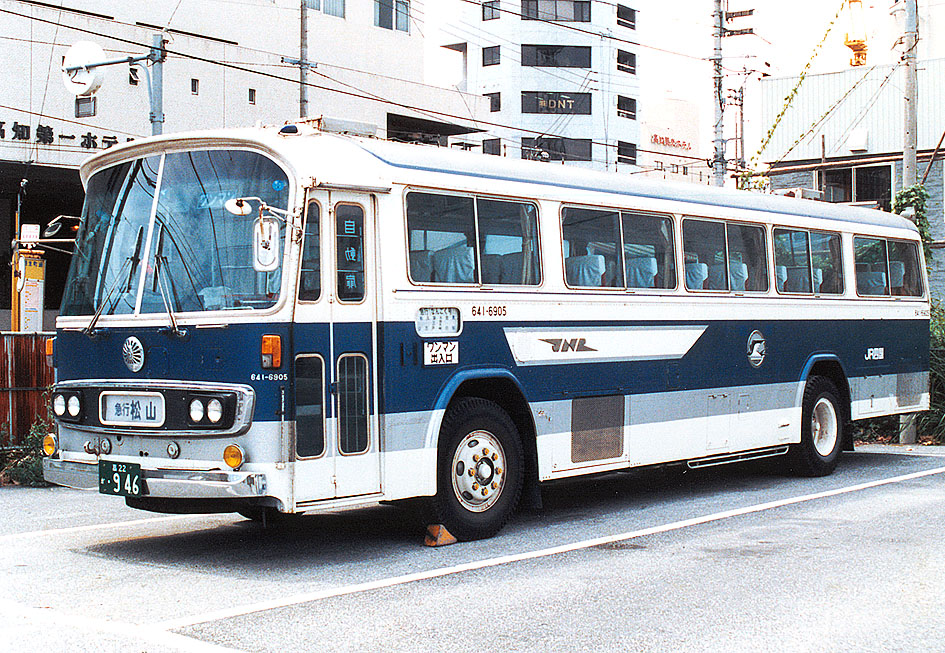
13型B / BU20KP JR四国
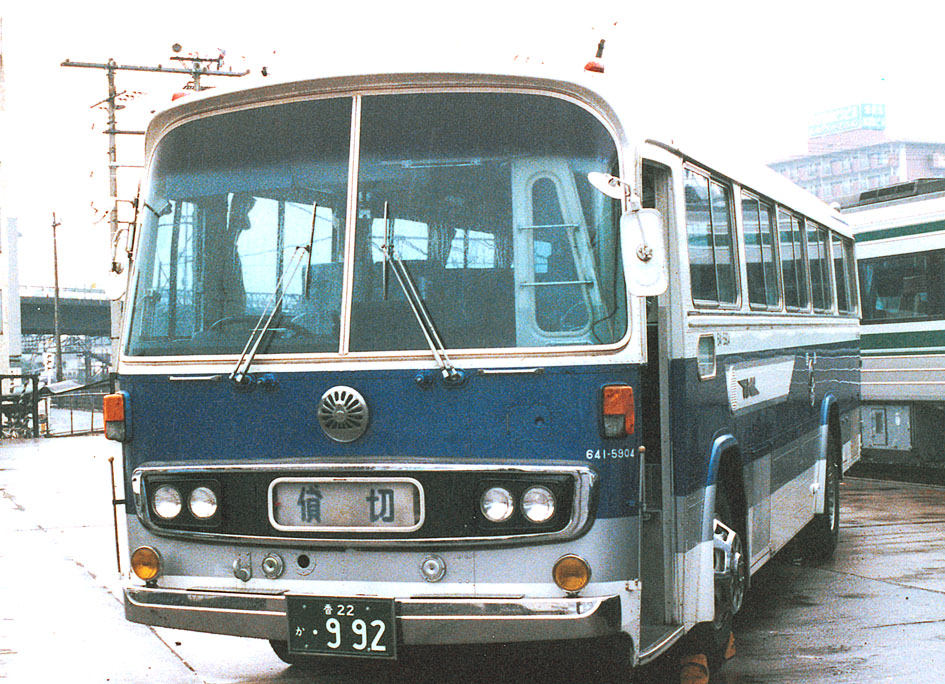
13型B / BU15KP 国鉄（四国）

- C＊A / LV219　＋　13型/15型

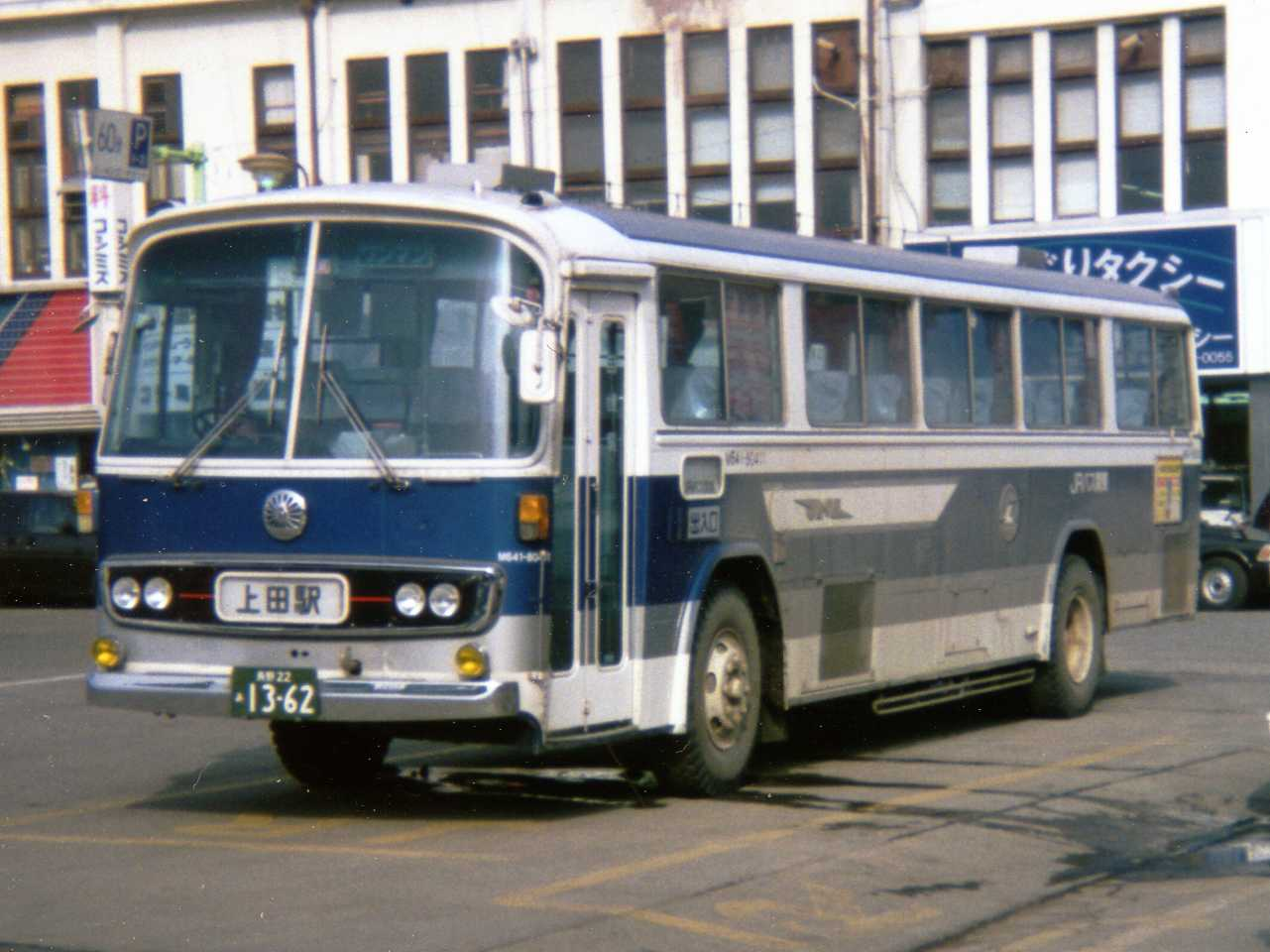
13型B / CRA580 JRバス関東
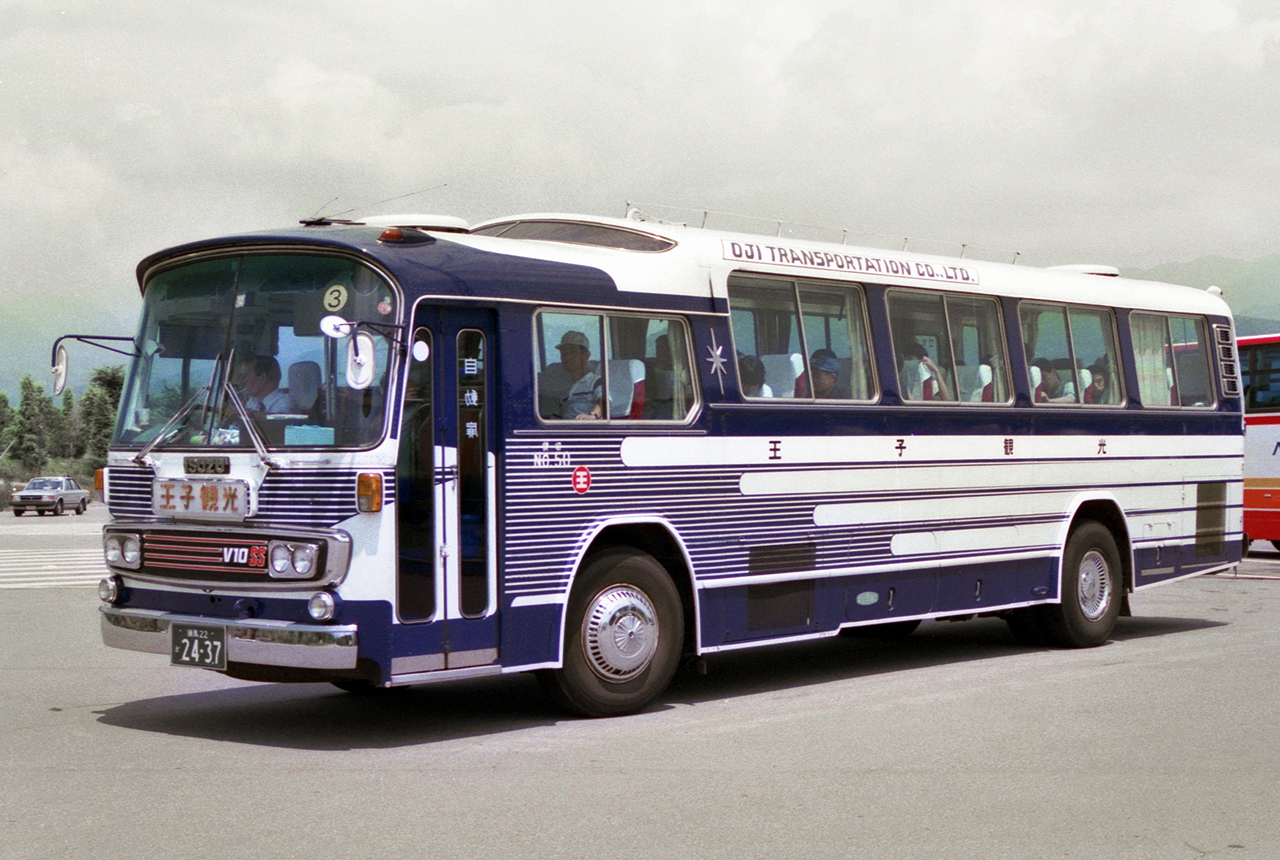
13型G / CSA580 王子運送
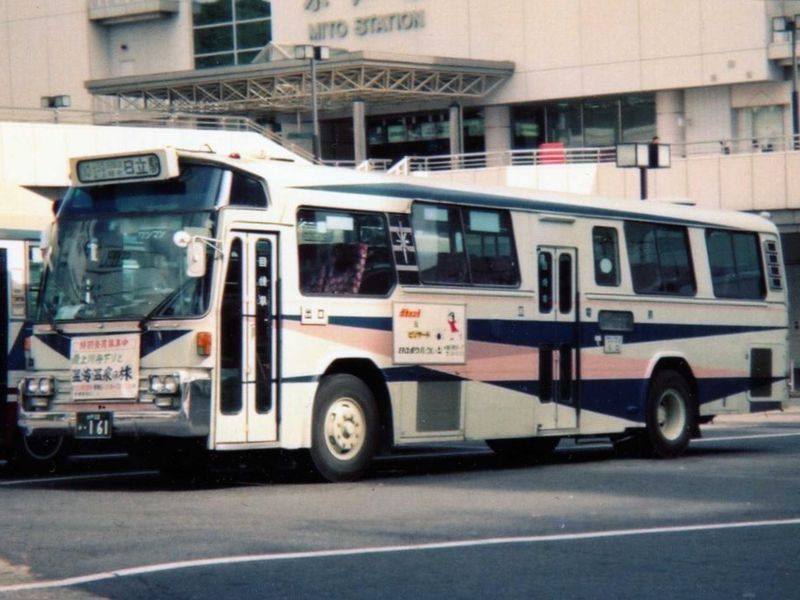
13型R1 / CRA650? 日立電鉄
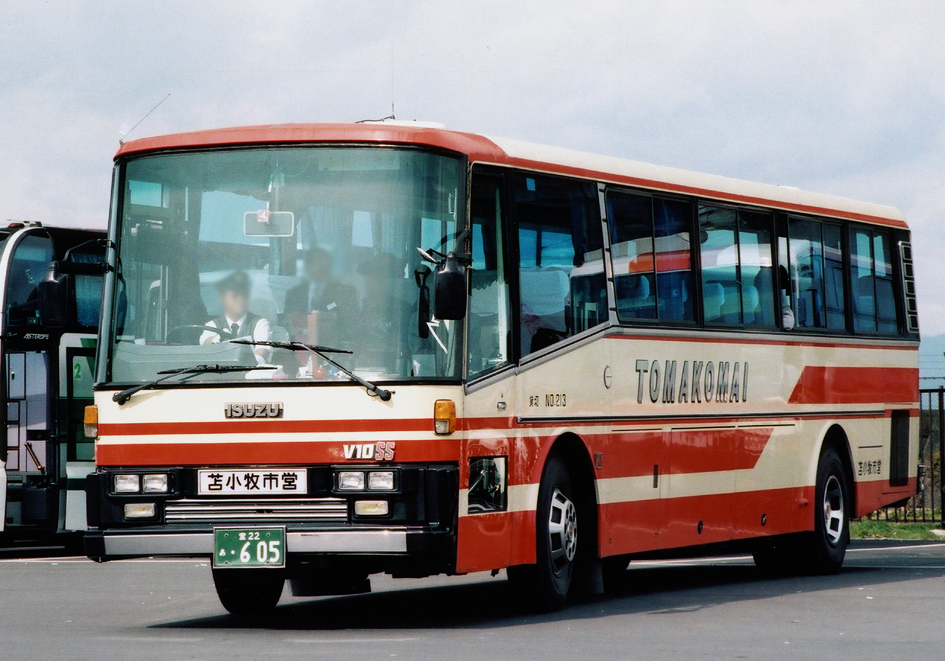
15型R3 / K-CSA650 苫小牧市営バス
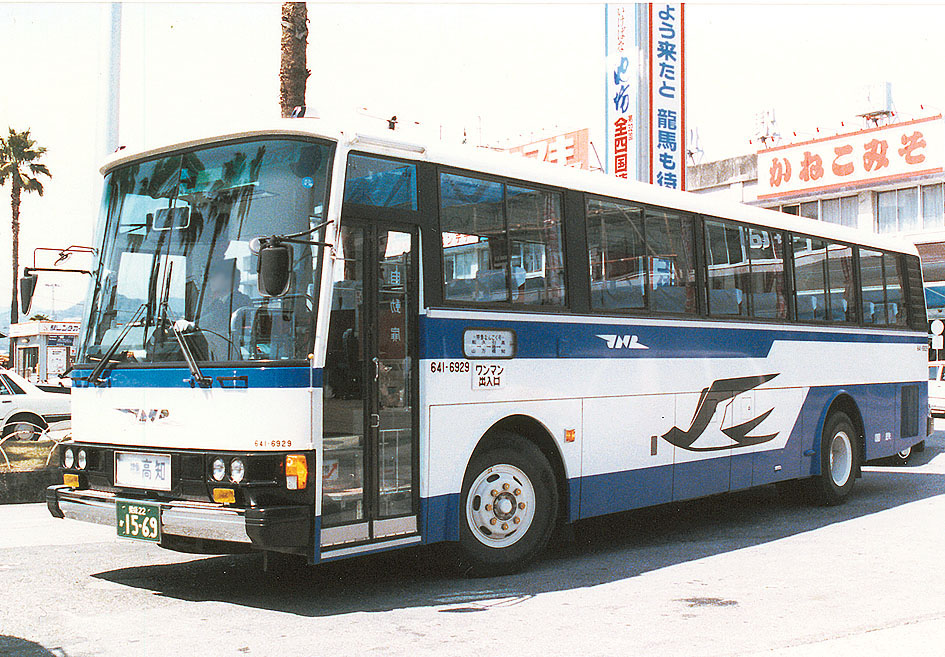
15型R3 / P-LV219Q 国鉄（四国）
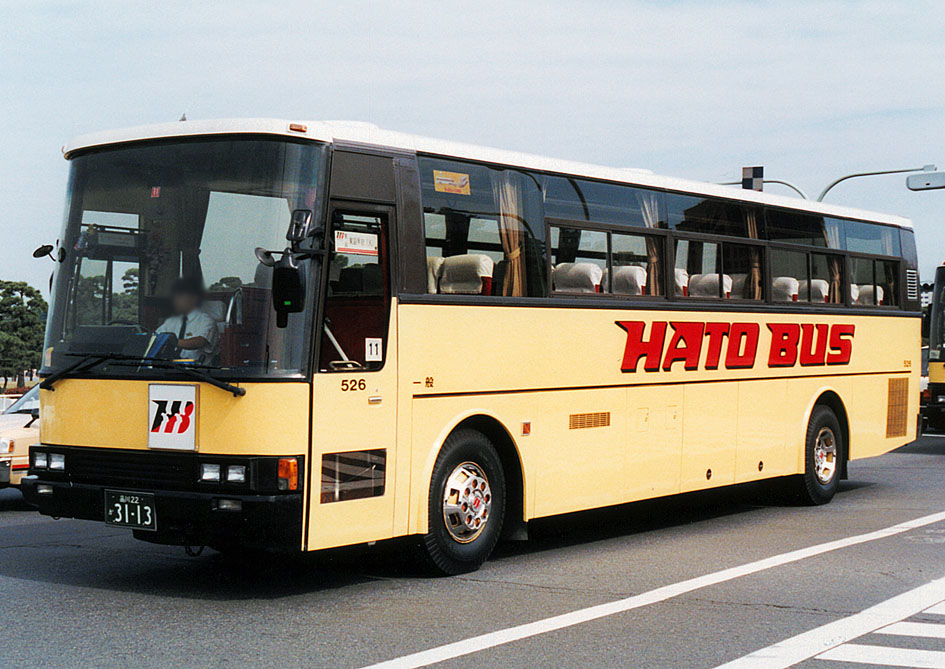
15型R3P / P-LV219S はとバス

- LV217H / LV270H / LV280H (HD-9m)　＋　15型/17型

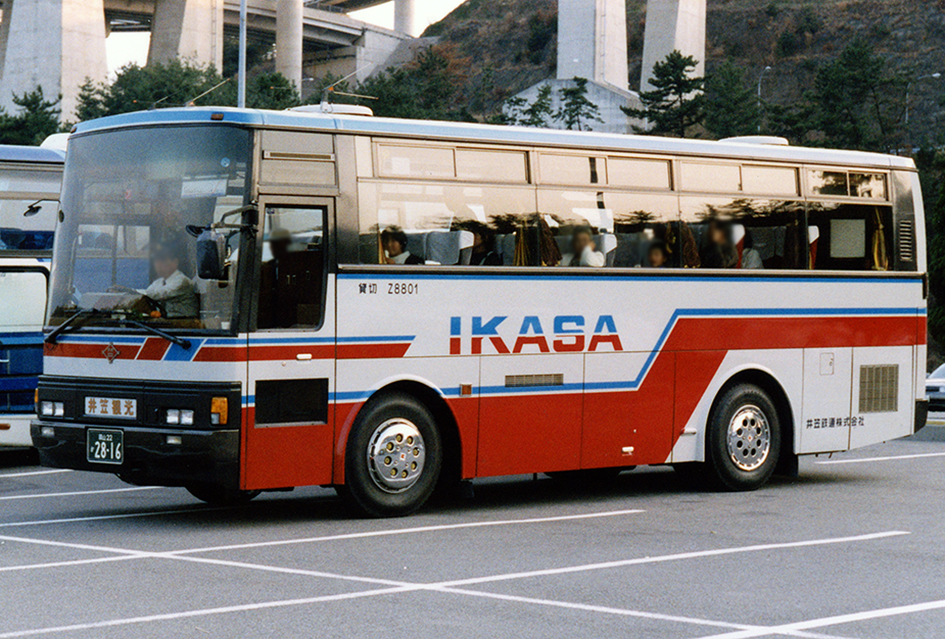
15型HD-1 P-LV217H 井笠鉄道
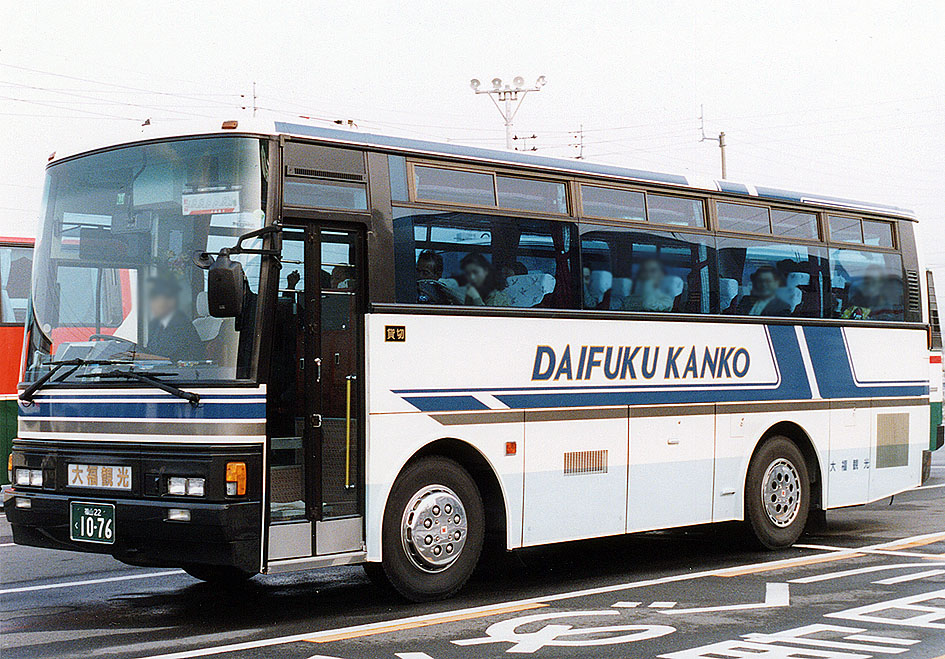
15型HD-1 P-LV270H 大福観光
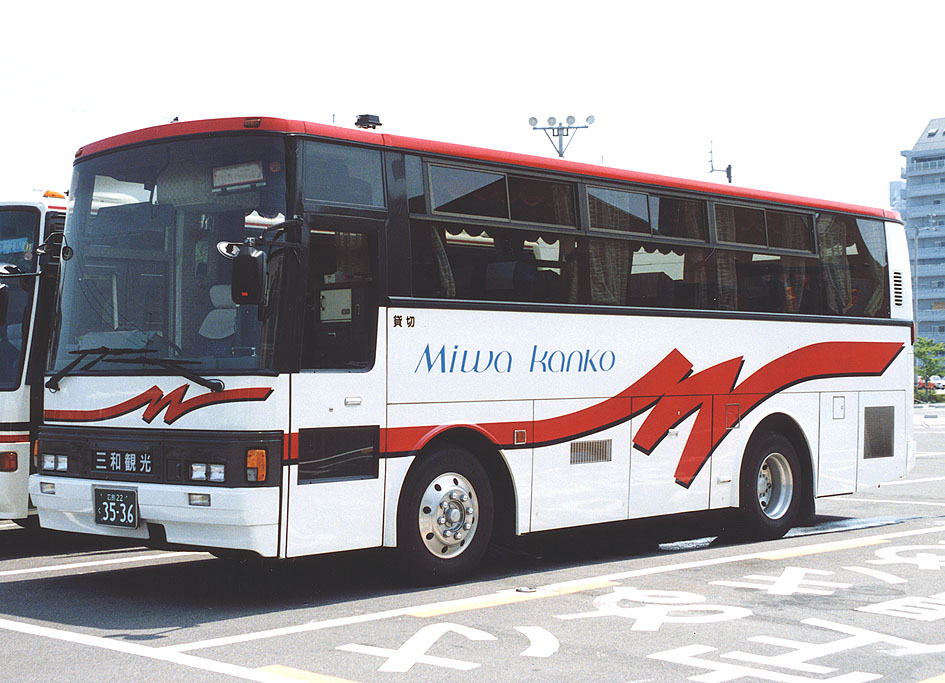
15型HD-1 U-LV270H 三和観光
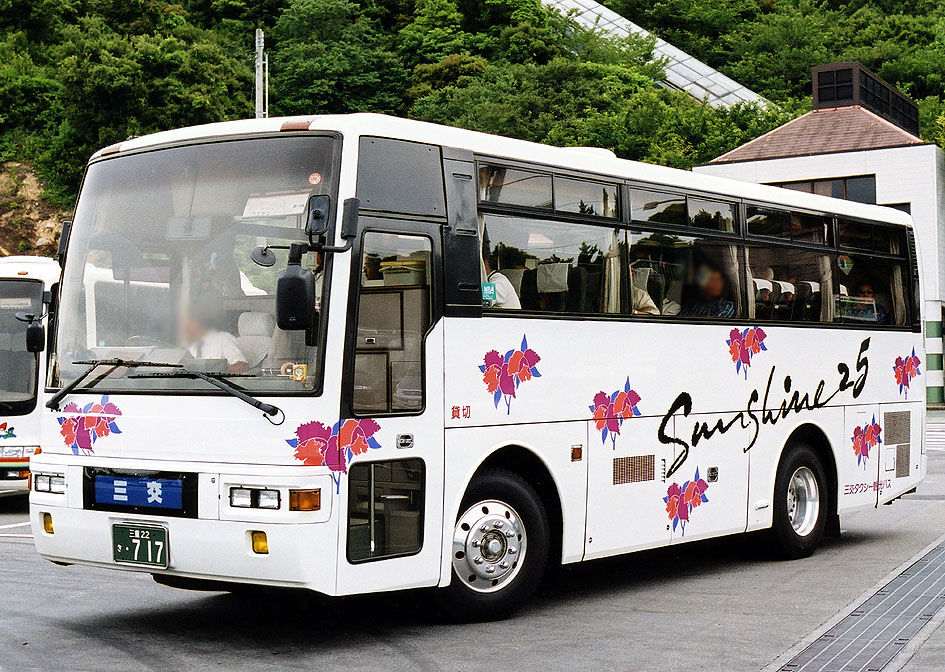
17型マキシオン U-LV270H 三交タクシー
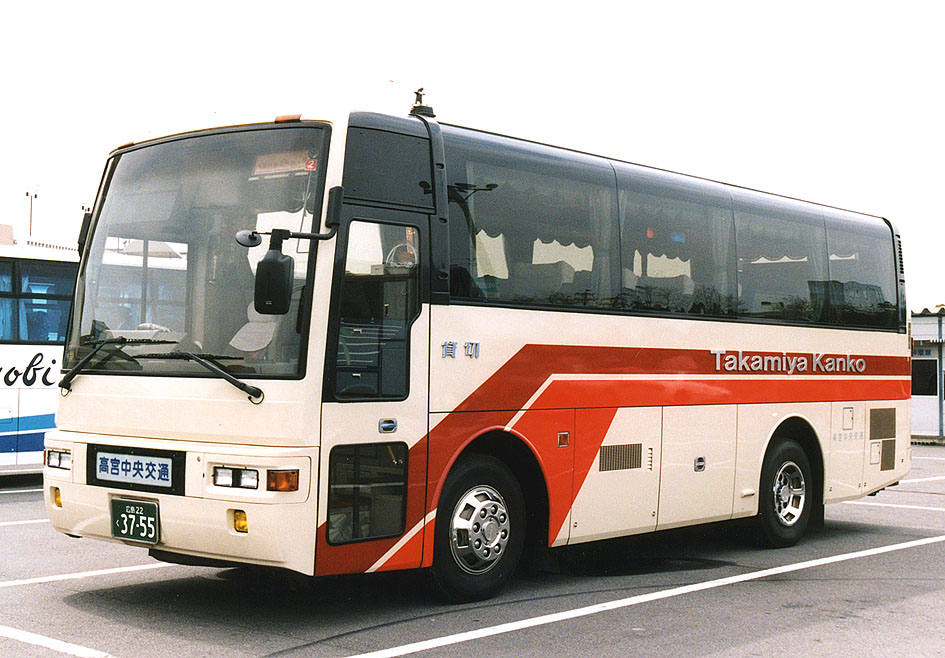
17型マキシオン U-LV270H 高宮中央交通
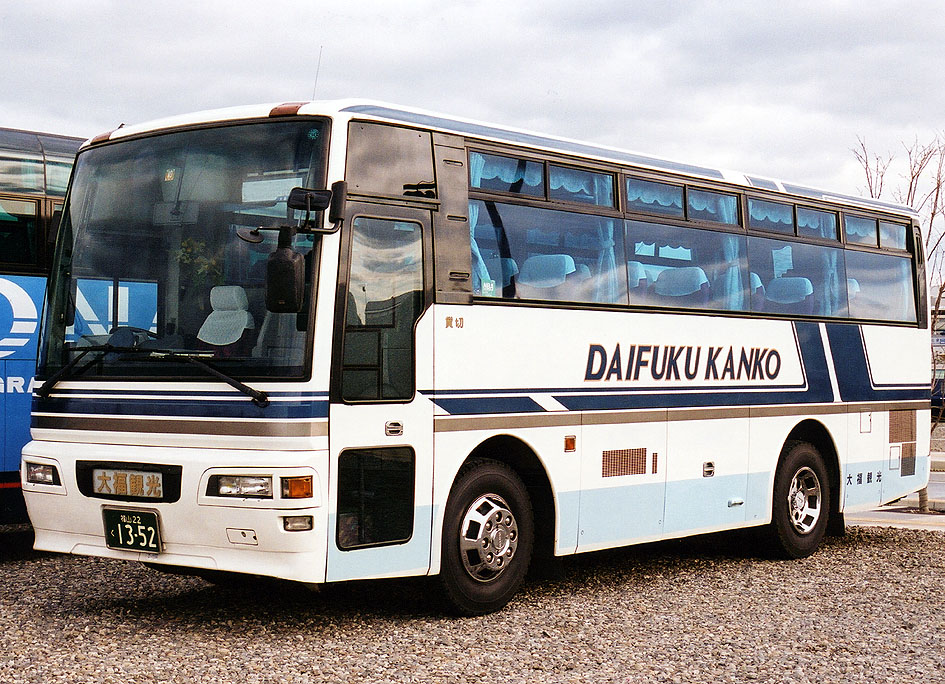
17型マキシオン KC-LV280H 大福観光

- LV719 / LV771 / LV781　＋　15型

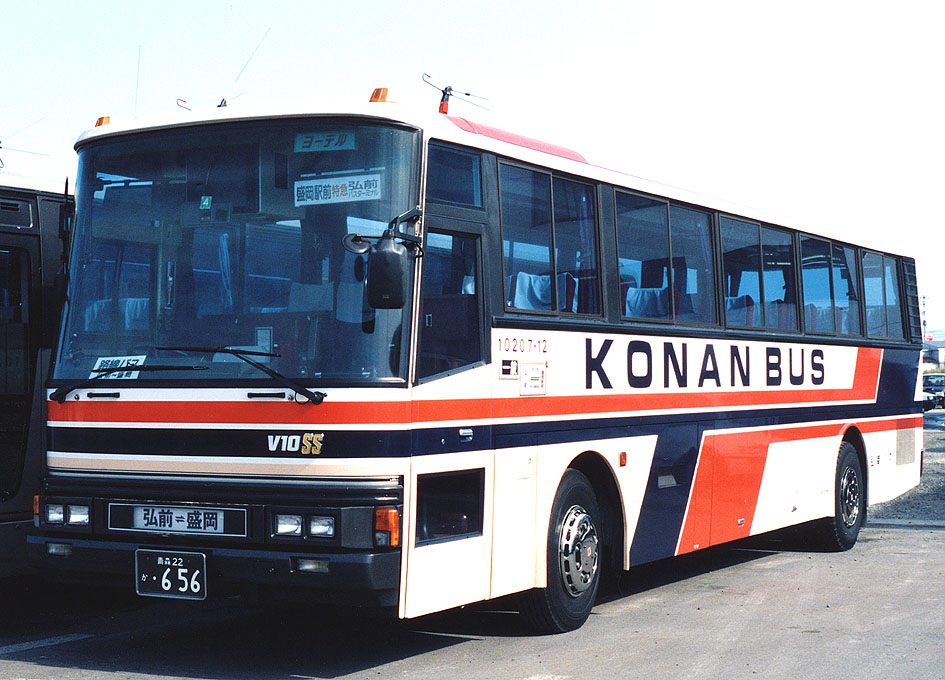
15型R3 P-LV719R 弘南バス
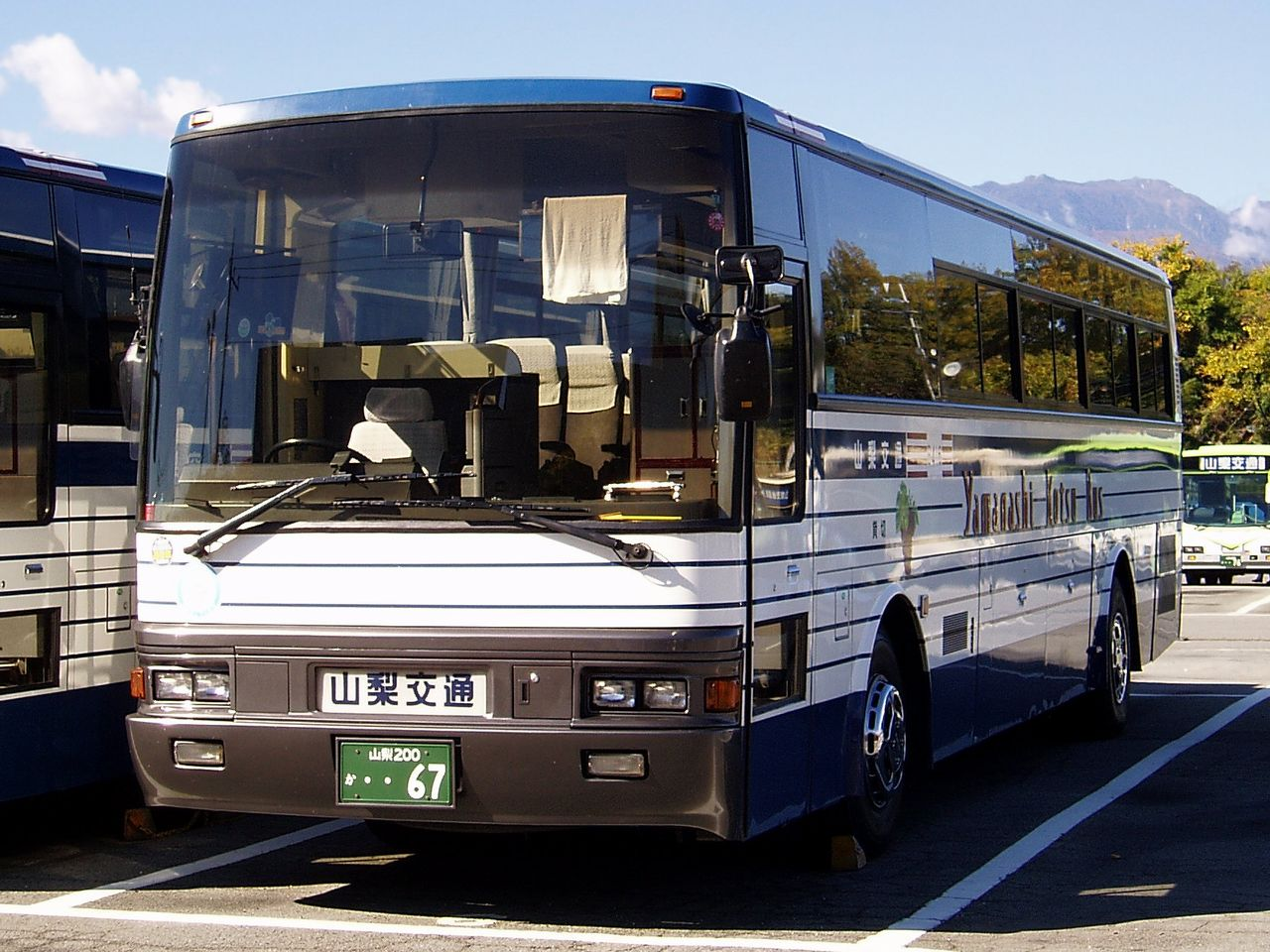
15型HD-1 U-LV771R 山梨交通
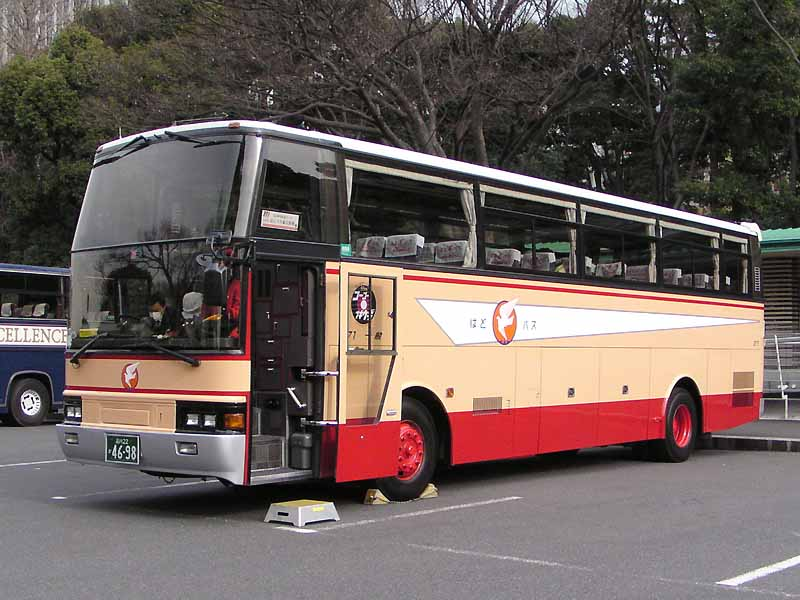
15型HD-2 SHD U-LV771R はとバス
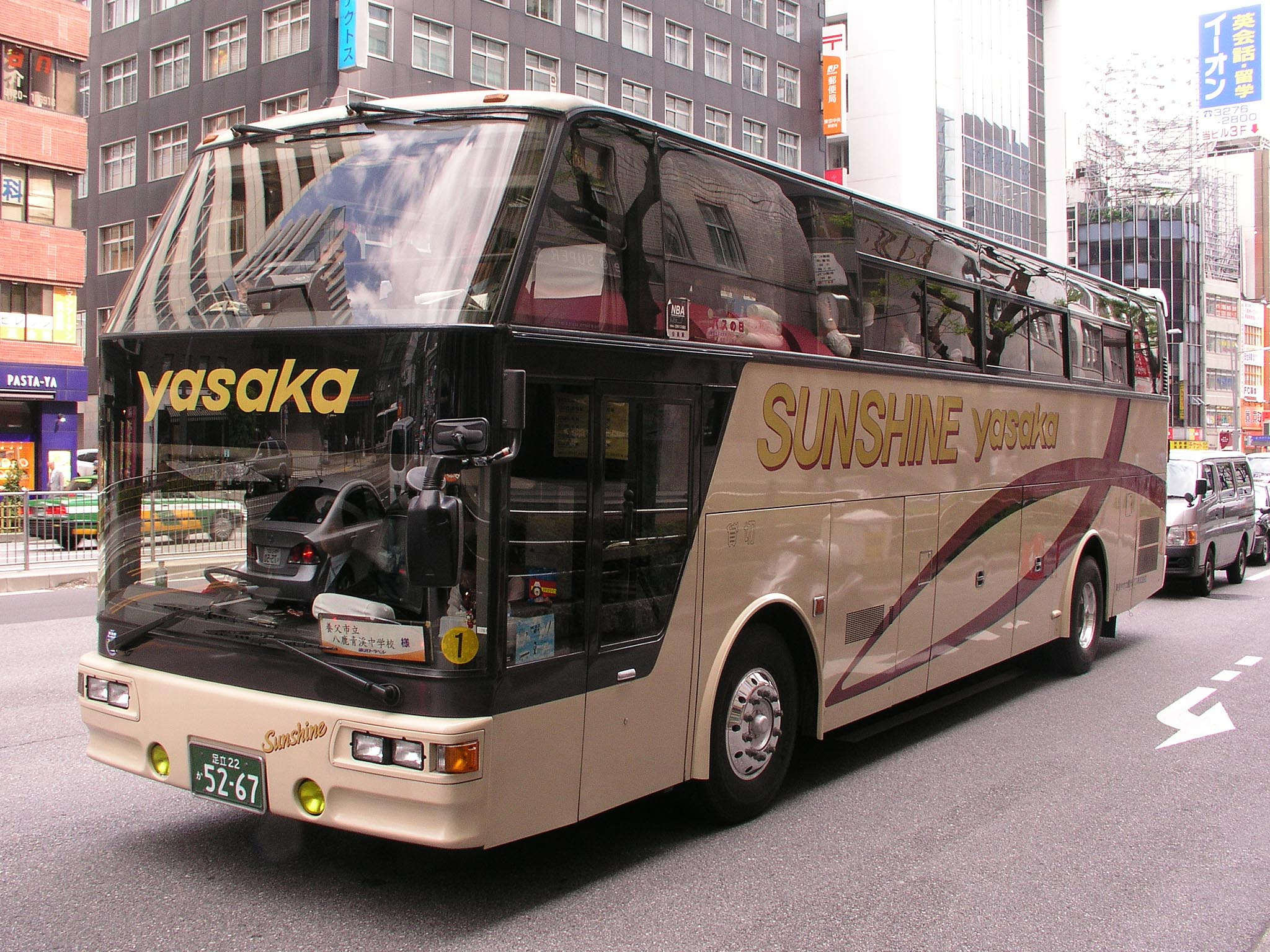
15型HD-2 UFC KC-LV781R 東京ヤサカ観光バス
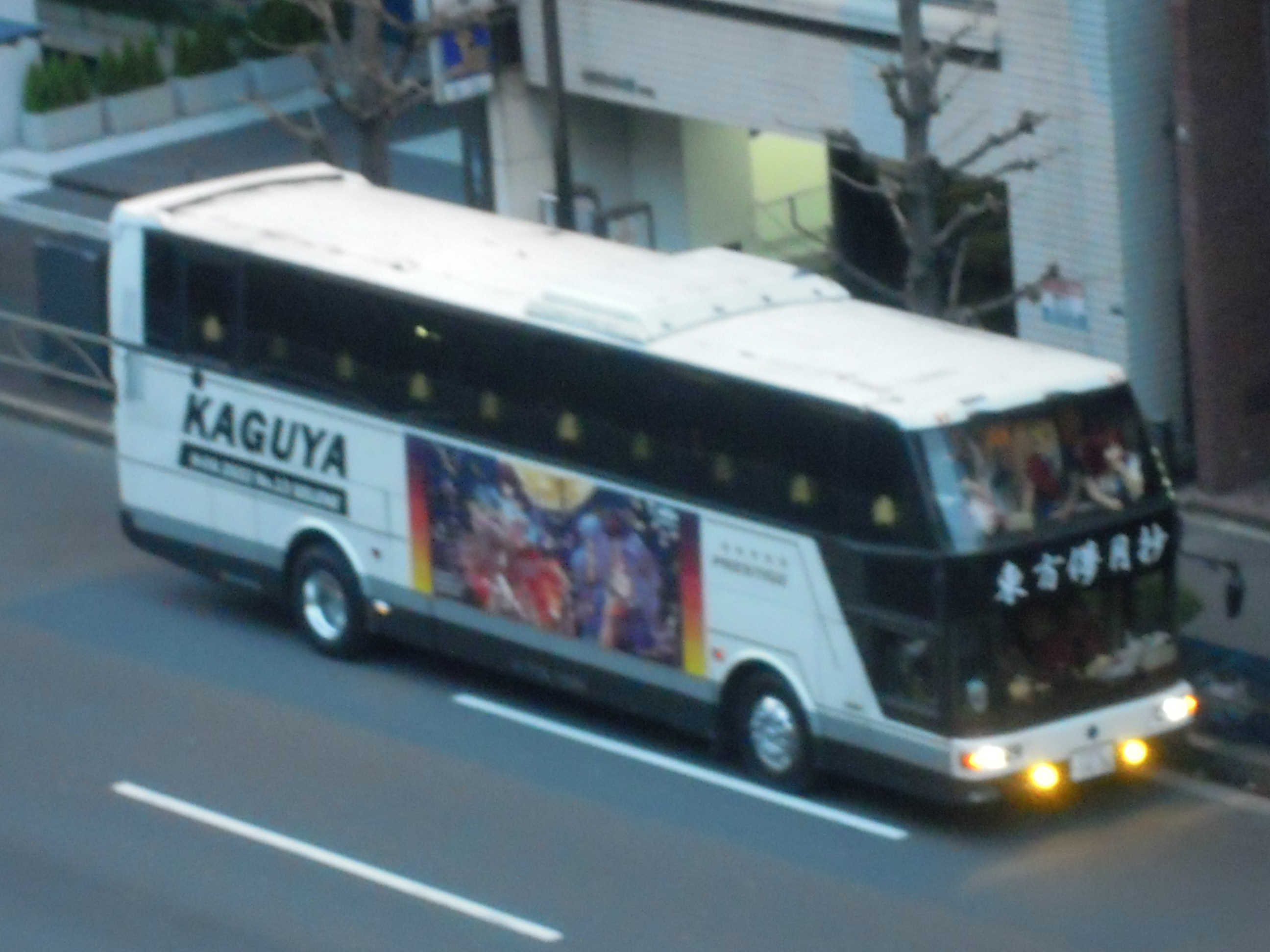
15型HD-2 UFC P-LV719R アキバエクスプレス

- LV771 / LV781　＋　17型

- 17型マキシオン
U-LV771R 関東鉄道
- 17型マキシオン
U-LV771R
東武バス日光
- 17型マキシオン
U-LV771R 国際自動車
- 17型マキシオン
KC-LV781R 国際自動車
- 17型マキシオン
KC-LV781R 東都観光バス
- 17型S
U-LV771R はとバス
- 17型S
U-LV771R はとバス ヘッドライトが変更されている
- 17型S
KC-LV781R はとバス
- 17型S
KC-LV781R 弘南バス

### 西日本車体工業(NSK)製

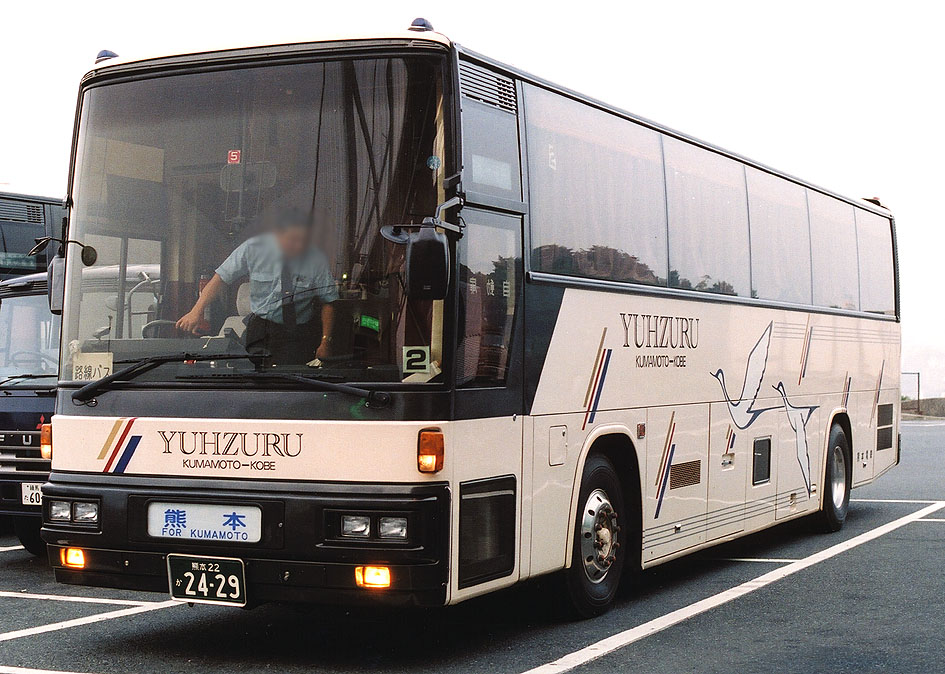
58MC SD-1 P-LV719R 熊本電鉄
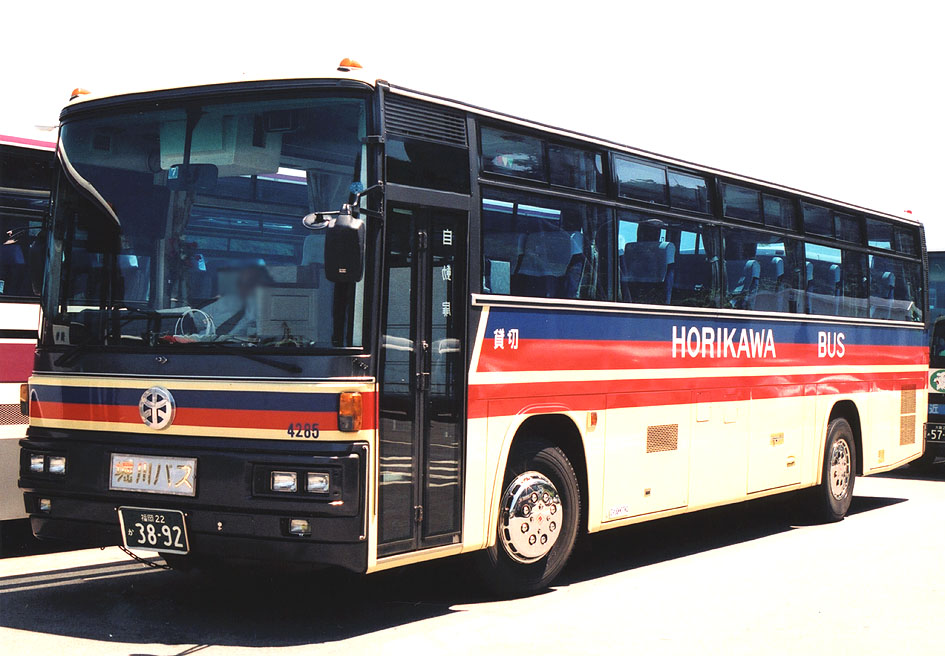
58MC C-1 P-LV219Q 堀川バス
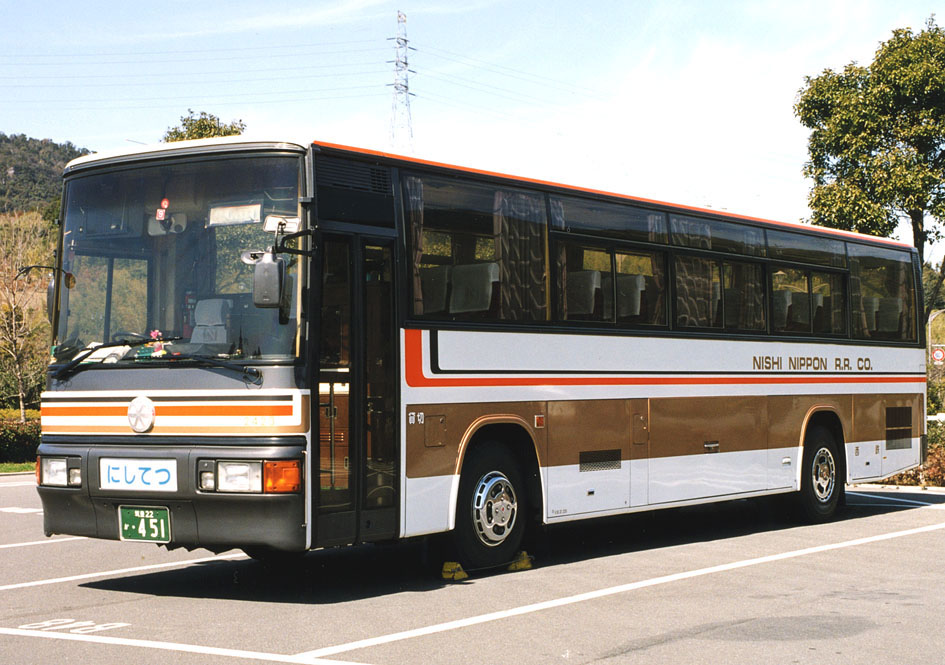
58MC C-1 P-LV719R 西日本鉄道
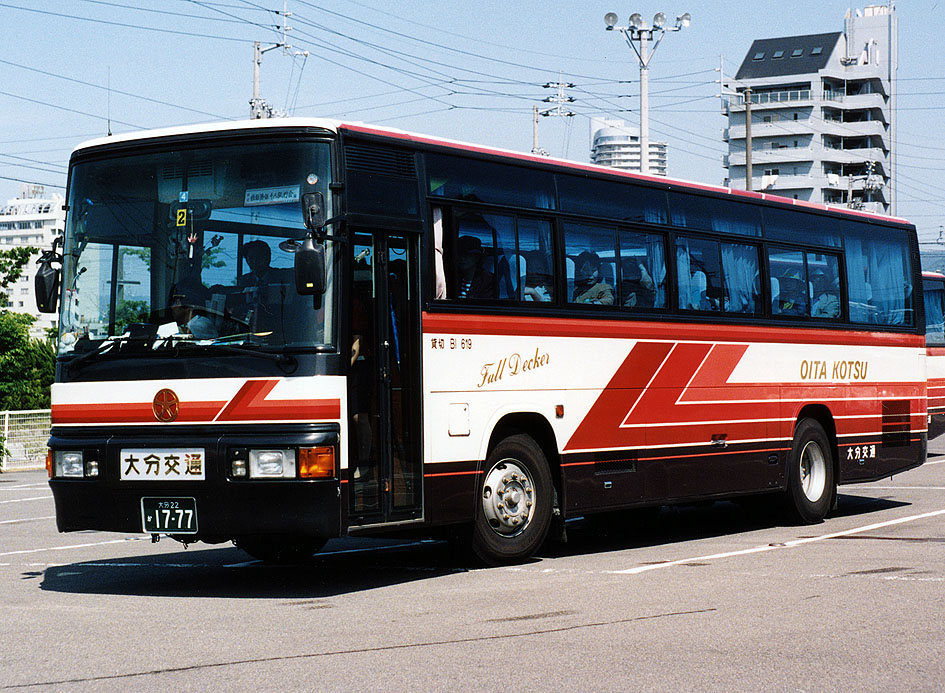
58MC C-1 P-LV719N 大分交通
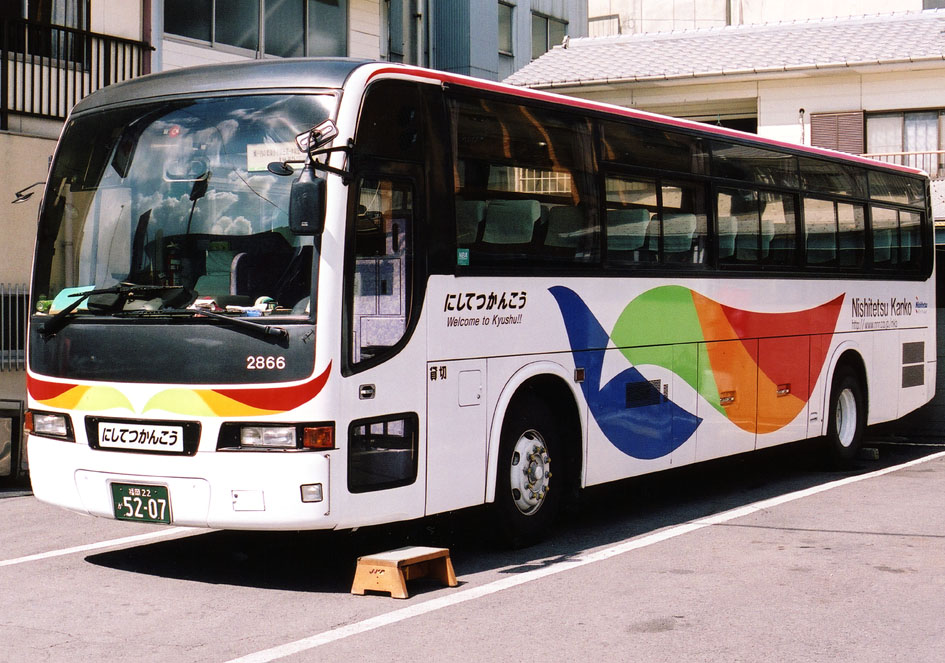
92MC ネオロイヤルC-I U-LV771R 西鉄観光バス
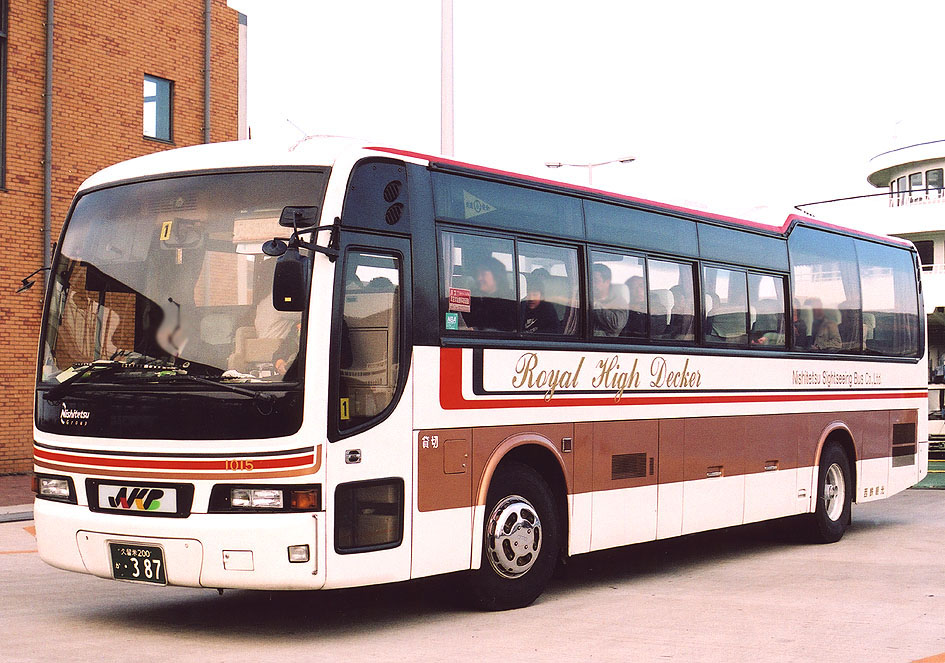
92MC ネオロイヤルC-II U-LV771R 西鉄観光バス
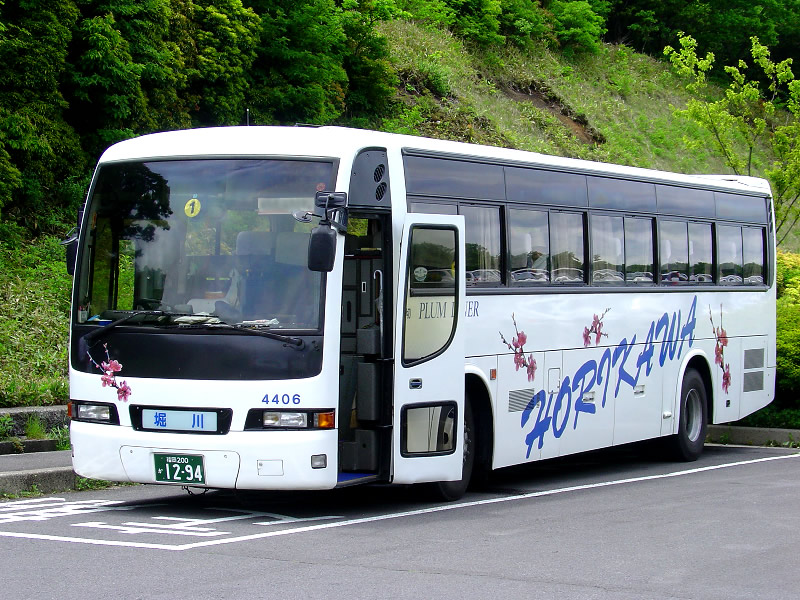
92MC ネオロイヤルC-I KC-LV781R 堀川バス